# Montmorency (Val-d’Oise)
Montmorency [mɔ̃mɔʁɑ̃si] ist eine französische Stadt und Gemeinde im Département Val-d’Oise, 13 Kilometer nördlich des Pariser Stadtkerns. Die Einwohnerzahl beträgt 21.677 (Stand 1. Januar 2022), ihre Einwohner nennen sich Montmorencéens
Auf einer ausgeprägten bewaldeten Hügelkette liegend, wurde Montmorency ab dem 17. Jahrhundert ein beliebter Ort der Sommerfrische, attraktiv auch für zahlreiche wohlhabende und berühmte Personen. Der Aufenthalt von Jean-Jacques Rousseau von April 1756 bis Juni 1762 hat die Stadt auch als literarischen Anziehungspunkt geprägt.

## Etymologie und Name

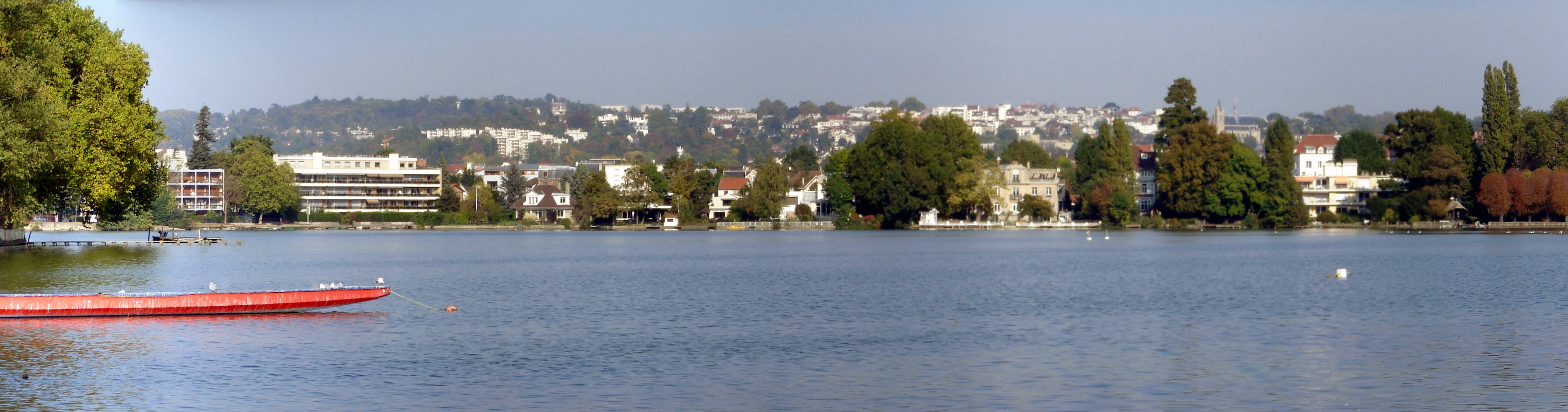
Blick vom Lac d’Enghien auf die Hügel von Montmorency

Der heutige Name des Ortes stammt aus dem lateinischen Mons Maurentiacus. Dabei deutet Mons auf den felsigen Untergrund und die hügelige Umgebung hin. Maurentiacus bedeutet sinngemäß mit „der Besitz oder die Ländereien des Maurentius“.
Erstmals taucht dieser Name zur Zeit der Karolinger auf. Bis in die heutige Zeit wurde die Stadt mehrfach umbenannt. 1793, während der Französischen Revolution wurde Montmorency, Rousseau zu Ehren, auf Beschluss des Nationalkonvents in Émile umbenannt. 1813 erlaubte Napoleon Bonaparte der Stadt, sich wieder Montmorency zu nennen. 1814 wurde sie, anlässlich der Rückkehr von Ludwig XVIII., in Enghien umbenannt, 1815, während Napoleons Herrschaft der hundert Tage, wieder zu Montmorency, und nach seiner Abdankung im selben Jahr neuerlich in Enghien. 1832 bekam der Ort endgültig seinen traditionellen Namen Montmorency wieder. Enghien hieß seitdem nur noch das Thermalbad, das am Ufer des Sees zu Füßen des Ortes entstand. Jener See hieß damals noch Étang de Montmorency. Seit 1850, dem Gründungsjahr der selbstständigen Gemeinde Enghien-les-Bains, heißt er Lac d’Enghien.

## Geographie

### Geographische Lage
Die Stadt liegt auf felsigem Untergrund mitten auf dem Zeugenberg gleichen Namens, umgeben von einer waldreichen Landschaft. Sie erstreckt sich auf drei an den Seiten steile, oben jedoch abgeplattete Hügel. Die Höhenlage schwankt zwischen 42 und 60 Meter über NN im südlichen Bas-Montmorency (unteres Montmorency) und 176 Meter auf dem Plateau des Champeaux, an das sich nördlich der Waldrand anschließt. Das Stadtzentrum liegt etwa 130 über NN. Damit überragt Montmorency den 4 km nördlich der Seine liegenden Lac d’Enghien.
Auf dieser Anhöhe beherrschte sie strategisch einen beträchtlichen Teil des Flusstales der Oise und der nördlich von Paris gelegenen Tiefebene Plaine de France.
Die Gemeinde erstreckt sich über eine Länge von 5 km, bei einer durchschnittlichen Breite von 850 m.
Die Stadt ist umgeben von den Nachbarstädten Enghien-les-Bains, Soisy-sous-Montmorency, Andilly, Domont, Saint-Brice-sous-Forêt, Groslay und Deuil-la-Barre.

### Stadtbild und Bausubstanz

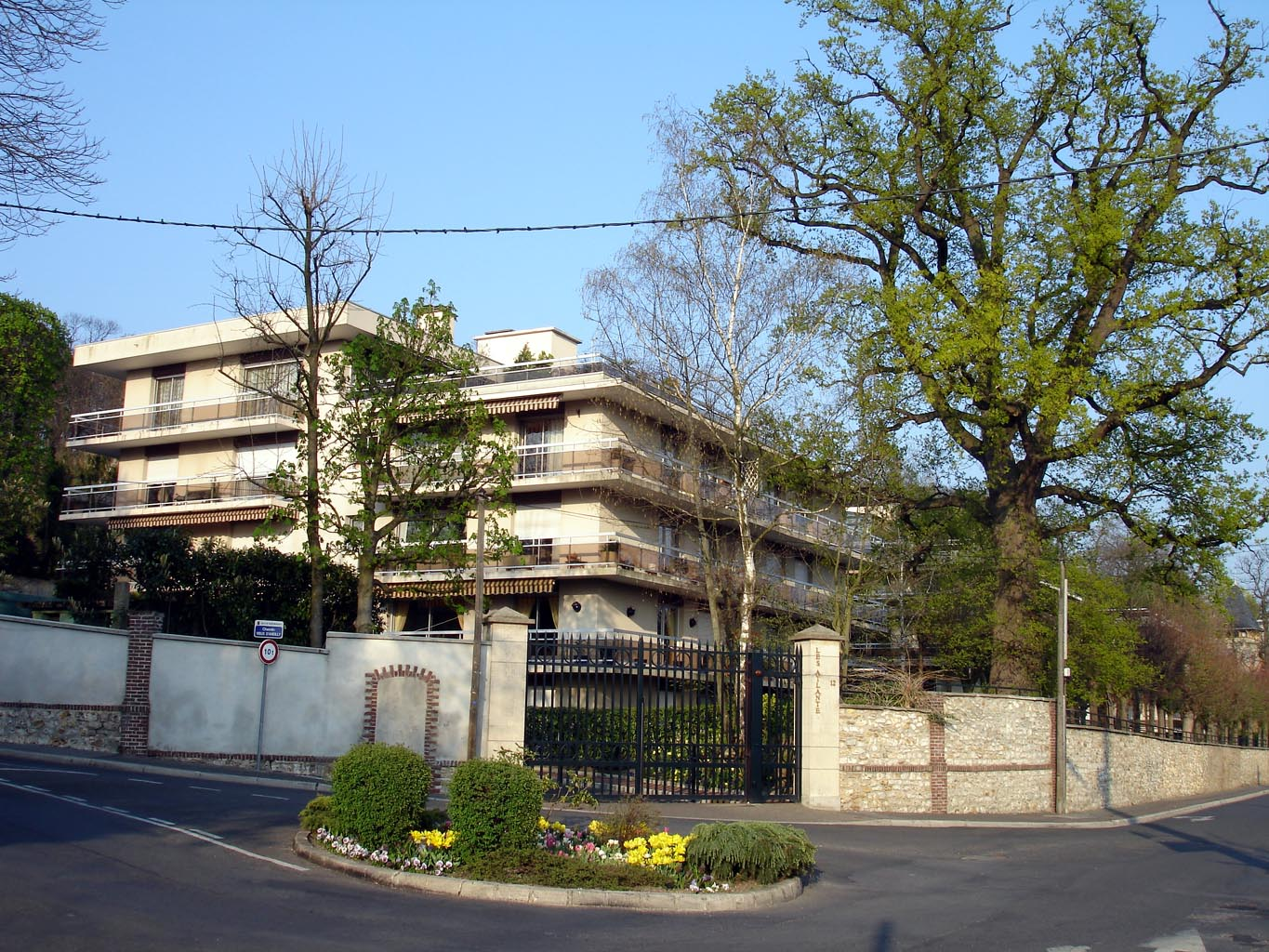
Wohnanlage Les Atlantes

Das Stadtbild variiert je nach Viertel in seinem Aussehen. In den älteren Teilen von Montmorency prägen steile Sträßchen und Gassen sowie bürgerliche Häuser das Stadtbild.
Das dicht bebaute Zentrum ist einerseits von Stadthäusern aus dem 19. Jahrhundert geprägt, andererseits von maximal fünfstöckigen, oft renovierungsbedürftigen Gebäuden minderer Qualität aus den 1970er und 1980er Jahren. In etwas Abstand um das Zentrum herum findet man die aufgelockerte, großbürgerliche Villenbebauung des 19. Jahrhunderts mit vielen kleinen Parks und Gärten, sowie repräsentative moderne Häuser mit maximal 4 Stockwerken, die teilweise an die Stelle von alten Villen getreten sind.
Im südlichen Bas-Montmorency herrschen frei stehende Häuser vor, nur die Avenue de la Division-Leclerc, die die Grenze zur Nachbargemeinde Enghien-les-Bains bildet, ist von großen, hohen Gebäuden gekennzeichnet.
Auf den steilen Höhenlagen des Plateau des Champeaux im Norden, welche das Stadtzentrum überragen, findet man fast ausschließlich frei stehende Häuser. Dieses Stadtviertel wurde überwiegend in den 1960er Jahren besiedelt. Am äußersten nördlichen Rand findet man einige Bauten des sozialen Wohnungsbaus, mit maximal vier Stockwerken. Sportstätten haben die alten Ziegeleien ersetzt, die sich früher dort befanden.
Die Wohnungen in Montmorency sind im Allgemeinen größer und komfortabler als jene in der übrigen Region der Île-de-France. Neubauten sind gegenüber dem Rest der Île-de-France unterrepräsentiert: 1999 waren nur 5,1 % der Wohnbauten maximal 10 Jahre alt, gegenüber 9,1 % in der Île-de-France. 54,5 % der Bevölkerung von Montmorency sind Eigentümer ihrer Hauptwohnung oder ihres Hauses, gegenüber 44,3 % in der Île-de-France. Die Stadt führte damals 1.259 Wohnungen des sozialen Wohnungsbaus (HLM, Habitation à loyer modéré), das entsprach 15,6 % des städtischen Bestandes, gegenüber 23,4 % im regionalen Durchschnitt (alle Daten von 1999).

## Geschichte

### Ursprünge
Werkzeuge aus behauenem Sandstein, die im Wald von Montmorency gefunden wurden, belegen, dass der Ort in der Jungsteinzeit besiedelt war.

### Mittelalter

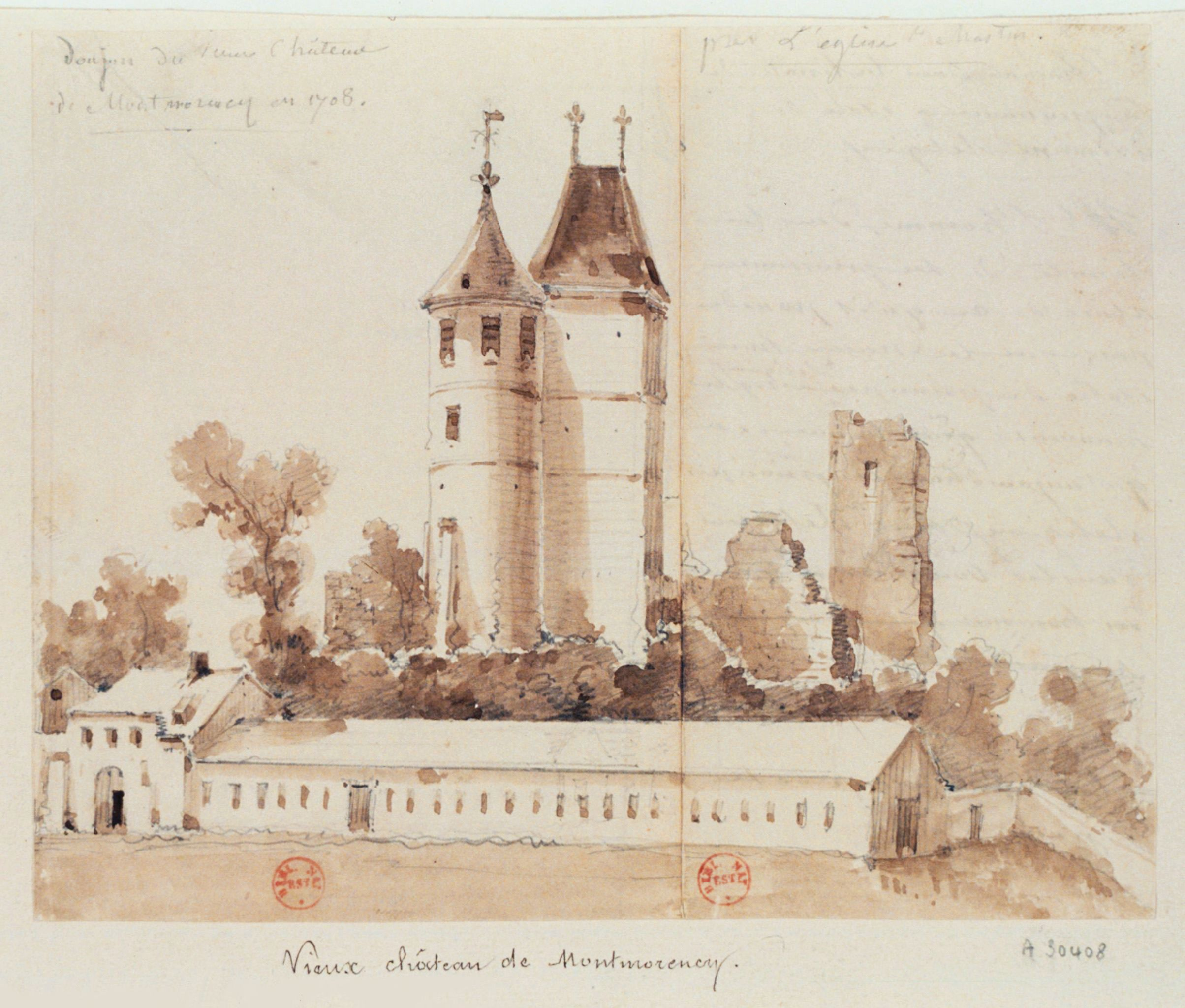
Donjon des alten Schlosses von Montmorency im Jahr 1708

Auf einem felsigen Bergvorsprung wurde im 9. Jahrhundert eine Festung aus Holz erbaut. Der Bergvorsprung beherrschte die nach Julius Caesar benannte Straße nach Rouen. In den beiden ersten Jahrhunderten ging die Festung mehrmals in Flammen auf. 997 wurde sie vom König Robert II. an den Baron Burkhard den Bärtigen (Bouchard le Barbu) vergeben.
Im 12. Jahrhundert wurde die hölzerne Festung durch eine Burg aus Stein ersetzt. Außerdem wurde eine Mauer errichtet, die die kleine Ansiedlung schützte. Damit wurde Montmorency zur einzigen befestigten Ortschaft in der Gegend. Obwohl der Ort auf einem steilen Hügel und damit abseits der Verkehrswege lag, entstand ein bedeutender, von den Bewohnern der gesamten Gegend genutzter Markt, und das Wirtschaftsleben blühte auf. Alle Lebensmittel der damaligen Zeit wurden dort gehandelt: Schweine, Rinder, Geflügel, und sogar Fisch, der von der normannischen Küste antransportiert wurde. Ferner wurde mit Bekleidung und mit landwirtschaftlichem Werkzeug gehandelt. Zahlreiche Handwerker, beispielsweise Küfer, Maurer und Schmiede, siedelten sich an. 1207 wurde ein Maison-Dieu (Gotteshaus), das heißt ein Spital, gegründet. 1257 siedelte sich der Templerorden an. Er kaufte ein großes Grundstück in der Rue d’Étang auf, deren Name später folgerichtig in Rue du Temple geändert wurde.
Während des Hundertjährigen Krieges wurde der Ort mehrmals erobert und geplündert, insbesondere während des Bauernaufstandes 1358 und im Jahre 1381. Auch die Burg wurde von den Engländern geschleift. Sie wurde niemals wieder aufgebaut; die Ruinen verfielen mehr und mehr. Die Herren von Montmorency zogen die komfortablen Schlösser von Chantilly und Écouen vor.
Von den mittelalterlichen Befestigungsanlagen sind nur einige Relikte aus dem 15. Jahrhundert übrig geblieben. Von der alten Burg waren bereits im 18. Jahrhundert nur noch zwei Türme und einige Mauerreste erhalten. Während der Französischen Revolution wurden auch diese Reste beseitigt.

### Renaissance und das 17. Jahrhundert

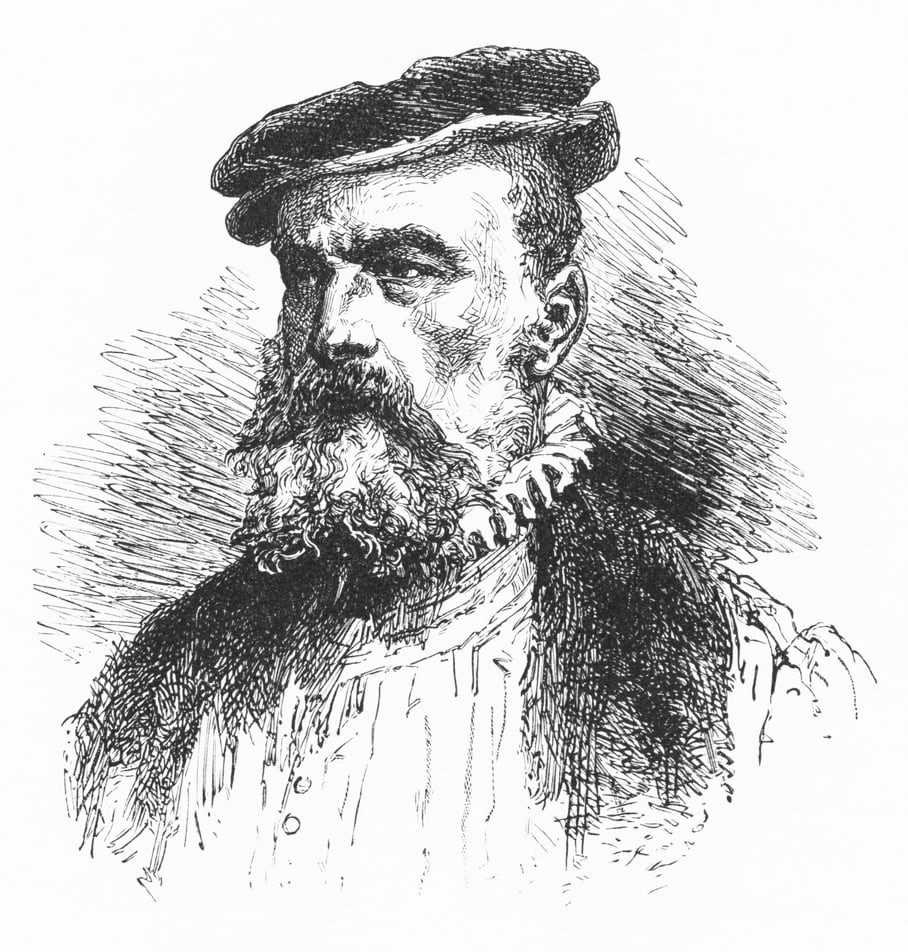
Anne de Montmorency (1493–1567)

Im 16. Jahrhundert nahm die Bevölkerung Montmorencys weiterhin zu. Zwei Windmühlen gehörten zur Gemeinde, die von Jaigny und die von Clairvaux. Auf der Anhöhe baute man Wein und Obst an, im Tal Getreide. Die französischen Religionskriege verursachten jedoch zahlreiche Zerstörungen in der Stadt und ihrer Umgebung, insbesondere 1589 durch die katholische Partei, die Ligueurs. Ende des 19. Jahrhunderts fand man bei Neubauarbeiten am Marktplatz die Überreste von mehreren Hundert Leichen, Zeugen eines Massenmordes durch die Ligueurs.
1632 wurde Henri II. de Montmorency auf Betreiben des Kardinals Richelieu enthauptet. Da er keine Nachkommen hatte, gingen seine Besitztümer in das Eigentum seiner Schwester Charlotte-Marguerite de Montmorency und durch sie in jenes des Prinzen Henri II. de Bourbon über. Da die Condés sich der Fronde angeschlossen hatten, einem Zusammenschluss von Adligen, die sich dem aufkommenden Absolutismus widersetzten, wurde die Stadt erneut das Opfer von Plünderungen und Zerstörungen. Trotzdem entwickelte und vergrößerte sie sich zu Beginn des 17. Jahrhunderts weiterhin, was unter anderem in einer Vergrößerung des Spitals und dem Bau des Friedhofs Cimetière des Champeaux im Norden der Stadt seinen Niederschlag fand.
Mitte des 17. Jahrhunderts beruhigte sich die Lage. Die Stadt zählte damals rund 1500 Einwohner. Montmorency entwickelt sich zu einem Ort der sommerlichen Erholung, den vor allem Finanzleute und die am Königshof beschäftigten Künstler gerne aufsuchten. Der Maler Charles Le Brun erwarb 1673 ein Grundstück mit prächtigen Gärten und Wasserspielen, die vom Brunnen Saint-Valéry gespeist wurden. Sein Schloss, das unter dem Namen petit château (kleines Schloss) bekannt wurde, sowie der dazugehörende Park sind nicht erhalten geblieben.
Die Kongregation Oratorium ließ sich 1617 in Montmorency nieder. Sie ließ ein Seminar nördlich der Stiftskirche erbauen, welches im nächsten Jahrhundert zu einem mächtigen vierstöckigen Bauwerk mit mehr als hundert Räumen ausgebaut wurde. Es wurde während der Französischen Revolution zerstört.

### 18. Jahrhundert

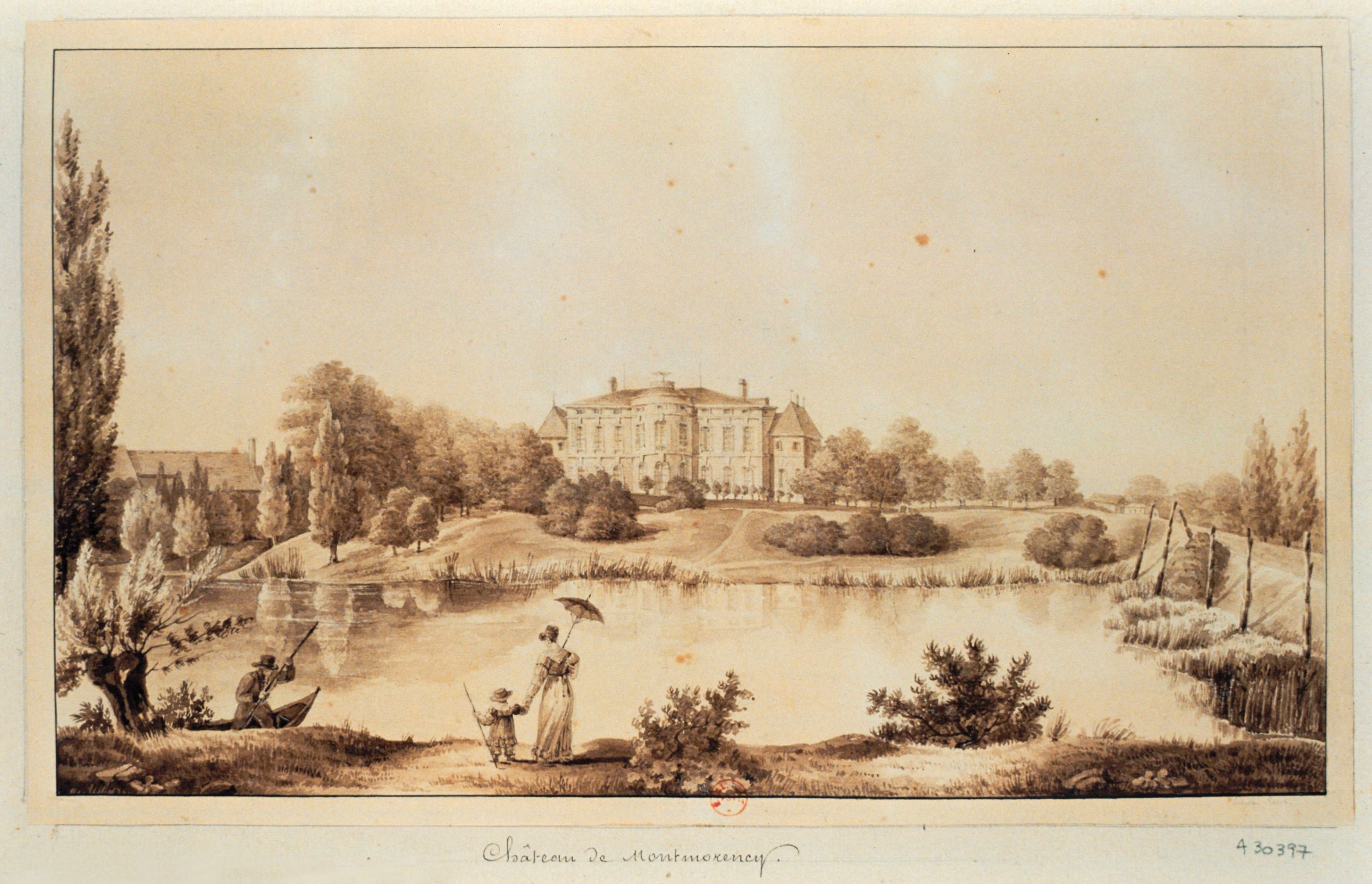
Das Schloss Montmorency

1702 kaufte Pierre Crozat, ein reicher Bankier, den Besitz von Le Brun auf, der seit 1689 leer gestanden hatte. Er ließ das Schloss von einem angesehenen Innenausstatter des Schlosses Versailles renovieren. Im Osten des Parks ließ er ein Schloss erbauen, in dem er bis 1740 wohnte. Von 1754 bis 1764 bewohnte dieses Schloss der Marschall von Montmorency-Luxembourg, Förderer von Jean-Jacques Rousseau. Das große Schloss entging der Zerstörung während der Französischen Revolution, verwahrloste jedoch mangels Unterhalt. 1810 kaufte und renovierte es der Graf Aldini. Der Eigentümer, der ihm folgte, ein Immobilienmakler, ließ es 1817 abreißen, um das Baumaterial anderweitig zu nutzen. Daher blieb von Montmorencys alten Schlössern kein einziges erhalten. Nur die halbrunde Orangerie des Anwesens, 1719 nach Plänen von Gilles-Marie Oppenord erbaut, ist erhalten und wurde in jüngerer Vergangenheit restauriert.
1788 wurde ein anderes Schloss im klassizistischen Stil von Nicolas-Louis Goix erbaut. Dieses Gebäude wird seit 1906 als Rathaus genutzt.

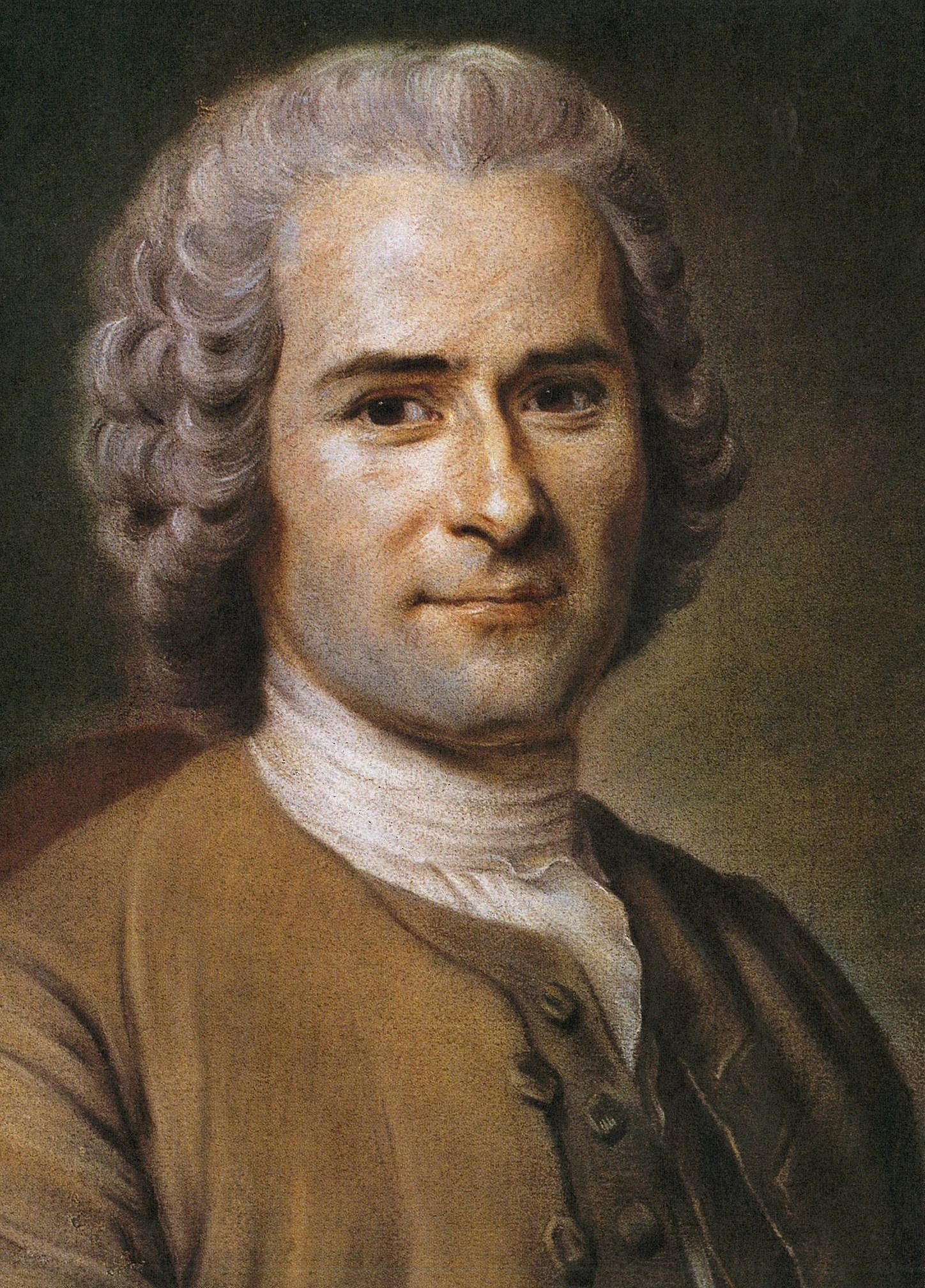
Jean-Jacques Rousseau

Von April 1756 bis Dezember 1757 fand in der Ermitage (Einsiedelei) von Madame Louise d’Épinay der berühmteste Gast Montmorencys Zuflucht: Jean-Jacques Rousseau. Danach, bis zum 8. Juni 1762, fand er Unterkunft beim Marschall von Montmorency-Luxembourg.
Der Philosoph war regelmäßiger Gast im literarischen Salon von Madame d’Épinay im Schloss la Chevrette in Deuil-la-Barre. In ihrer Begleitung entdeckte er eines Tages auf einem Spaziergang ein Grundstück, etwa einen Kilometer vom Ort Montmorency entfernt, das die Wasserreservoire der Gemeinde beherbergte. Eine kleine, einsam gelegene Behausung, eine Ermitage, befand sich darauf. Jean-Jacques Rousseau sagte zu seiner Gastgeberin: Ah, Madame, quelle habitation délicieuse. Voici un asile fait pour moi. (Ah, Madame, welch köstliche Wohnung. Dies ist ein Asyl wie für mich geschaffen.) Zu seiner Überraschung entschied sich seine Mäzenin, das Haus in Schuss bringen zu lassen und ihm zur Verfügung zu stellen. Der Schriftsteller zog im April 1756 dort ein.
Er verliebte sich jedoch in Sophie Lalive de Bellegarde, Madame d’Houdetot, die Schwägerin von Madame d’Épinay, entzweite sich mit seiner Gönnerin und musste im Dezember 1757 vorzeitig seine Ermitage verlassen. Einer seiner Freunde, Monsieur Mathas, Finanzanwalt des Prinzen von Condé, bot ihm ein kleines bäuerliches Haus an, das sich im Ort selbst befand. Das Haus war in kläglichem Zustand und erforderte umfangreiche Instandsetzungsarbeiten. Von Mai bis August 1759 stellte ihm der Marschall von Montmorency-Luxembourg, sein Nachbar, das kleine Schloss von Le Brun zur Verfügung, um ihm während der Renovierungsarbeiten mehr Komfort zu bieten. Dort schrieb Rousseau einige seiner bekanntesten Werke, Julie ou la Nouvelle Héloïse, Du contrat social und Émile ou De l’éducation. Er blieb bis zum 8. Juni 1762.

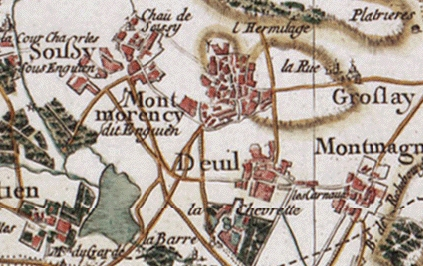
Montmorency um 1780, Karte von Jean Dominique Comte de Cassini

Das letzte der Werke, das er 1762 veröffentlichte, Émile ou De l’éducation (Emil oder über die Erziehung) verursachte öffentlichen Wirbel. Das Parlament von Paris dekretierte schließlich, dass er verhaftet werden sollte. Er zog es vor, Frankreich zu verlassen. Mit Hilfe seines Freundes, des Marschalls von Montmorency-Luxembourg, der ihm eine Kutsche zur Verfügung stellte, floh er in der Nacht zum 8. Juni 1762 Richtung Schweiz.
1793, während der Französischen Revolution wurde Montmorency, Rousseau zu Ehren, auf Beschluss des Nationalkonvents zu Émile umbenannt. 1794 wurde sein Sarg für eine Nacht auf dem Marktplatz aufgebahrt, der in jener Zeit Place de la Loi (Platz des Gesetzes) hieß. Seine sterblichen Überreste waren zunächst im Park von Ermenonville beigesetzt worden und wurden 1794 ins Panthéon nach Paris überführt. Diese Ereignisse waren der Anlass leidenschaftlicher öffentlicher Ehrerbietung für den Schriftsteller.

### 19. Jahrhundert

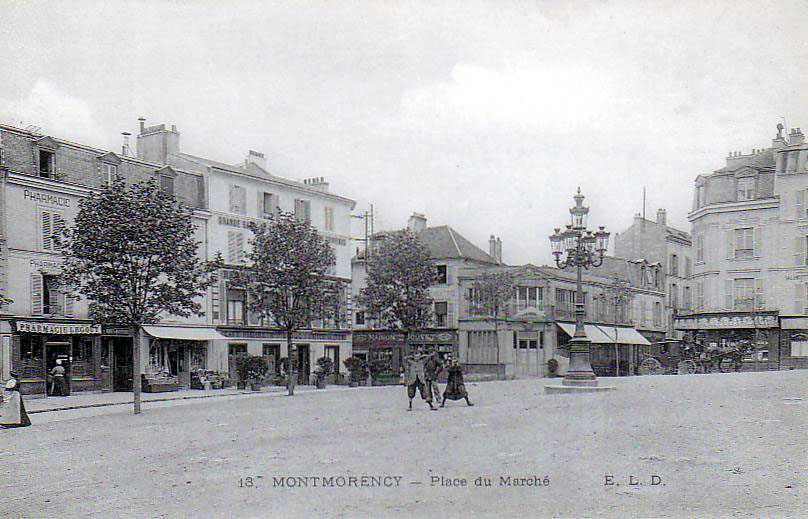
Der Marktplatz um 1900

Montmorency wurde zur Sommerfrische wohlhabender Pariser. Zahlreiche bekannte Personen besuchten den Ort: Die Herzogin von Berry, die kaiserliche Familie, François-Adrien Boieldieu, Rachel Félix, Louis Blanc, der Historiker Jules Michelet, Richard Wagner, Heinrich Heine und andere. Man wohnte in der Auberge du Cheval blanc am Marktplatz und begab sich auf dem Eselsrücken zu Ausritten in den Wald.
Die Stadt, die lange Zeit schlecht zugänglich war, wurde 1866 mittels der Bahnlinie Le Refoulons an Enghien-les-Bains angeschlossen. 1954 wurde diese Bahnstrecke jedoch eingestellt.
Montmorency wechselte nicht weniger als neunmal in ihrer Geschichte ihren Namen. Bereits 1689 war die Stadt, auf Betreiben des Fürstenhauses Condé, zu Anguien umbenannt worden. Diesen Namen benutzte auch Rousseau in seinen Werken. 1790 erhielt sie ihren alten Namen Montmorency zurück, aber verlor diesen 1793 wieder zu Gunsten des Namens Émile.
In den Jahren nach dem polnischen Novemberaufstand 1830 fanden viele polnische Familien Zuflucht in Montmorency. Verschiedene Monumente in der Stiftskirche St. Martin erinnern an sie, ebenso eine Wegkreuzung auf dem Friedhof Cimetière des Champeaux. Dort wurde 1855, neben anderen Landsleuten, Adam Mickiewicz, bestattet, bevor seine Gebeine 1890 nach Krakau überführt wurden.
Während des Deutsch-Französischen Krieges von 1870 bis 1871 wurde Montmorency von preußischen Truppen besetzt. Es kam zu zahlreichen Plünderungen durch die preußischen Besatzer und zu schweren finanziellen Belastungen für die einheimische Bevölkerung. Die Stadt musste eine Zahlung von 400.000 Francs damaligen Geldes an die Besatzer leisten, bevor diese schließlich abzogen.

### 20. Jahrhundert

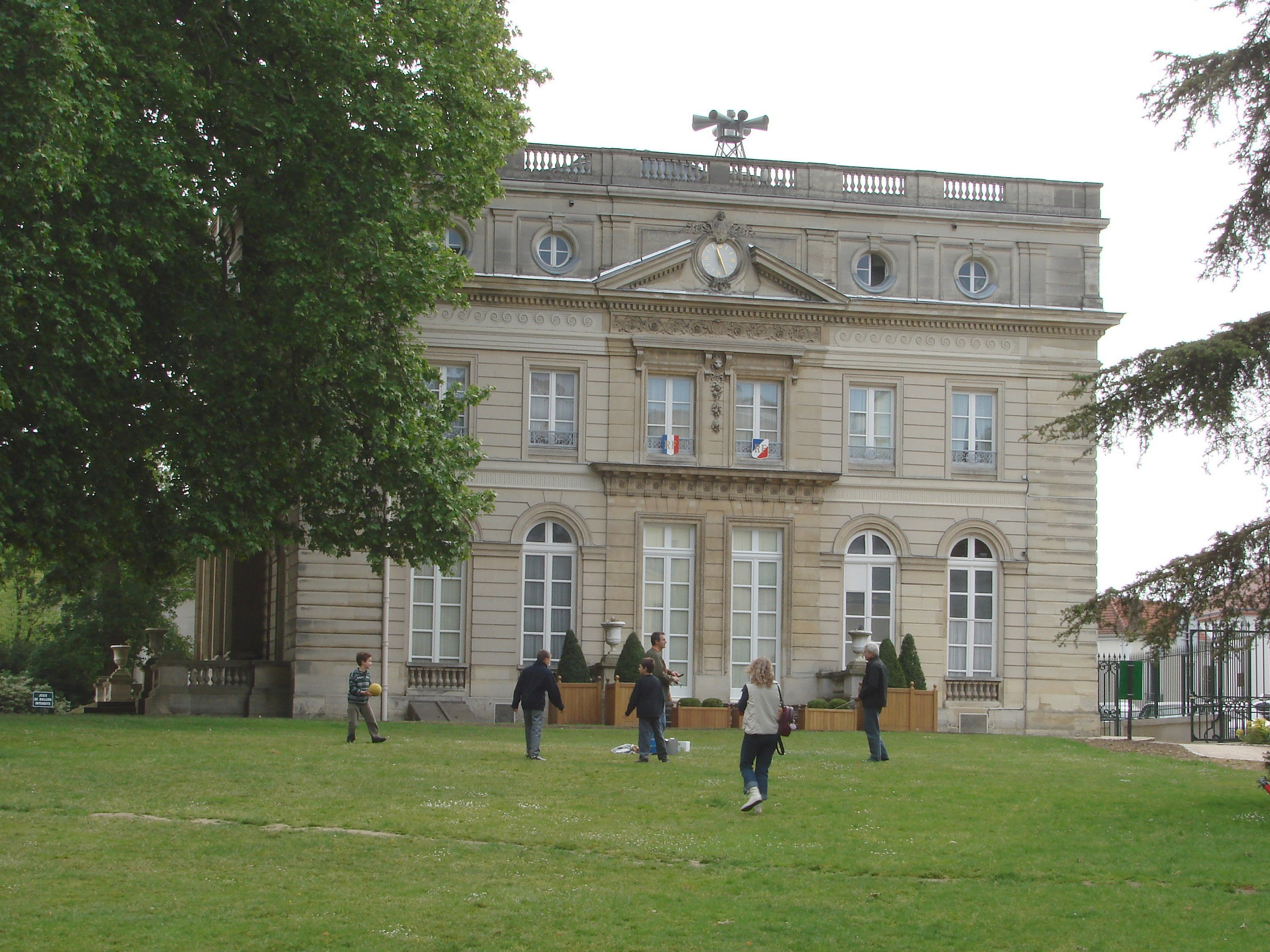
Das Rathaus befindet sich seit 1906 in diesem 1788 erbauten Schloss

Anfang des 20. Jahrhunderts vergrößerte sich die Bevölkerung sehr rasch, bis auf über 10.000 um das Jahr 1930. Trotzdem setzte sich in der Stadt nicht die gleiche urbane Verdichtung mit großen Gebäudekomplexen durch, die für viele umgebende Gemeinden typisch war. Vielmehr wurden große, repräsentative Wohnresidenzen erbaut, die an Stelle der großbürgerlichen Häuser des 19. Jahrhunderts traten. Die Stadtmitte wurde teilweise neu erbaut, behielt aber ihren Charakter mit ihrem Marktplatz und ihren steilen, gewundenen Gassen.
Nur das Plateau des Champeaux, relativ isoliert im Norden der Gemeinde liegend, erfuhr in den 1960er und 1970er Jahren eine verdichtete urbane Bebauung mit mehrstöckigen Appartementhäusern, deren Größe jedoch immer noch moderat blieb. Trotz seiner Nähe zu Paris bewahrte das Städtchen gewisse dörfliche Charakteristika, dank seines hügeligen Reliefs, seiner relativen Unzugänglichkeit und seiner Gärten und Obstwiesen. Lediglich der Fluglärm, der vom nur 15 km entfernten Flughafen Paris-Charles-de-Gaulle verursacht wird und der das gesamte Val-d’Oise überzieht, der geplante Bau des Boulevard intercommunal du Parisis sowie die an klaren Tagen exzellente Aussicht über die Hauptstadt erinnern daran, dass man sich in der Agglomeration einer Metropole befindet. Das wohlhabende Montmorency ist nach wie vor eine der begehrtesten Wohnlagen in der Region. Dort und in der Nachbargemeinde Enghien-les-Bains werden für Wohnimmobilien die höchsten Preise des Départements bezahlt.

## Bevölkerungsentwicklung
Das starke Wachstum Anfang des 20. Jahrhunderts beschleunigte sich zwischen 1946 und 1968 nochmals. Danach hat sich die Bevölkerungszahl bei rund 20.000 stabilisiert, da die Gemeinde nur noch über wenige Flächen zur Bebauung verfügte.
Die Alterspyramide entspricht im Großen und Ganzen derjenigen der Region, mit gewissen Besonderheiten. Der Anteil der jungen Bevölkerung ging zwischen den beiden Volkszählungen 1990 und 1999 generell zurück. In Montmorency gibt es die Besonderheit, dass bei den unter 15-jährigen nur der Anteil der Jungen um einen halben Prozentpunkt schrumpfte, der Anteil der Mädchen hingegen um 0,6 Prozentpunkte wuchs. Bei der männlichen Bevölkerung von 15 bis 29 Jahren schrumpfte der Anteil in Montmorency sogar um 4 Prozentpunkte, gegenüber 2 in der umgebenden Region.
Insgesamt gesehen entspricht der Anteil der Bevölkerungsgruppe unter 15 Jahren derjenigen in der Region. Die Gruppe von 15 bis 45 Jahren ist leicht unterrepräsentiert, während die mehr als 45-jährigen stärker vertreten sind als in der übrigen Region. Diese Überrepräsentation der älteren Bevölkerung nimmt mit wachsendem Jahrgang stetig zu.
| Jahr                       | 1962   | 1968   | 1975   | 1982   | 1990   | 1999   | 2006   | 2017   |
| Einwohner                  | 16.369 | 18.691 | 20.860 | 20.798 | 20.920 | 20.599 | 21.416 | 21.461 |
| Quellen: Cassini und INSEE |        |        |        |        |        |        |        |        |

## Politik und Verwaltung

### Verwaltung
Montmorency war seit 1968 Unterpräfektur (sous-préfecture) des Arrondissements Montmorency, ein Status, den die Stadt aber im Jahr 2000 mit der Verlegung der Unterpräfektur nach Sarcelles und anschließender Namensänderung des Arrondissements verlor.
Die Stadt ist im 2015 gegründeten Gemeindeverband Plaine Vallée vertreten, die rund 100.000 Einwohner umfasst. Der Stadtrat, der 2001 gewählt wurde, umfasste 35 Abgeordnete: 25 davon gehörten der UMP an, sechs den Sozialisten, 3 der UDF, einer dem Front National.
Montmorency beherbergt ein Tribunal d’Instance (Amtsgericht), ein Conseil de Prud’Hommes (Arbeitsgericht), eine Agence nationale pour l’Emploi (staatliche Agentur für Arbeit), ein Finanzamt, ein Büro der Sozialversicherung und weitere Einrichtungen der Verwaltung und des Rechtswesens.

### Politische Tendenzen
Politisch bevorzugt die Bevölkerung eher die bürgerlich-konservative Seite.
Bei der Präsidentschaftswahl 2002 erhielt Jacques Chirac mit 24,95 % die meisten Stimmen, gefolgt von Jean-Marie Le Pen mit 15,61 %, Lionel Jospin mit 14,65 % und François Bayrou mit 8,95 %. Alain Madelin erhielt 7,31 %, Jean-Pierre Chevènement 6,99 % und Noël Mamère 5,05 %. Alle anderen Kandidaten erreichten weniger als 5 %.
Bei der Stichwahl entscheiden sich dann 84,85 % für Jacques Chirac und 15,15 % für Jean-Marie Le Pen, bei 16,85 % Wahlenthaltung, was in etwa dem nationalen Wahlverhalten entspricht.
Bei der Präsidentschaftswahl 2007 sah der erste Wahlgang Nicolas Sarkozy mit 42,54 % an der Spitze, gefolgt von Ségolène Royal mit 21,83 %, François Bayrou mit 20,78 % und Jean-Marie Le Pen mit 6,90 %. Die anderen Kandidaten blieben unter 2,5 %. Die Stichwahl ging klar mit 62,3 % klar zu Gunsten von Nicolas Sarkozy aus, ein deutlicher Unterschied zum nationalen Durchschnitt von 53,06 %. Ségolène Royal erhielt in Montmorency 37,7 % der Stimmen bei der Stichwahl.

### Öffentliche Finanzen
Die Belastung der Bürger durch die direkten lokalen Steuern für Gemeinde, Gemeindeverbund und Département entspricht dem Mittelwert der Gemeinden mit vergleichbarer Einwohnerzahl im Département Val d’Oise.
Montmorency ist eine der Gemeinden mit den höchsten Investitionsraten im Département. Sie investierte im Jahr 2005 pro Einwohner und Jahr 314 €, gegenüber 191 € im Durchschnitt des Départements. Die Investitionen betrugen 4,7 Mio. € und verteilten sich zu 52 % auf die Errichtung öffentlicher Bauten und Einrichtungen, 20 % auf das Bildungswesen und 13 % auf Sport- und Jugendförderung. Die Verschuldung beträgt 76 € pro Einwohner, gegenüber 117 € im Durchschnitt des Départements.

### Öffentliche Sicherheit
Der Polizeibezirk, dem die Stadt angehört, umfasst die Gemeinden Montmorency, Soisy-sous-Montmorency, Andilly und Margency. In diesem Bezirk belief sich im Jahr 2005 die Kriminalitätsrate auf 52 Taten pro 1.000 Einwohner. Dies ist die niedrigste Kriminalitätsrate im Département, sie liegt weit unter dem nationalen Durchschnitt von 83 Taten pro 1.000 Einwohner. Die Aufklärungsrate beträgt 28,18 %.

Stadtwappen

### Stadtwappen
Das Wappen tauchte zuerst in der zweiten Hälfte des 12. Jahrhunderts auf und enthielt zunächst nur vier kleine gestümmelte Adler (lérions) in Blau. Die anderen zwölf Adler wurden nach dem Sieg in der Schlacht bei Bouvines im Jahr 1214 hinzugefügt, nachdem Mathieu II. von Montmorency zwölf feindliche Banner erobert hatte. Das rote Kreuz wurde von König Philipp II. zu Ehren von Mathieu II. hinzugefügt, der in der Schlacht verletzt wurde. Es soll das vergossene Blut des Fürsten symbolisieren.

## Städtepartnerschaften
- Kehl (Deutschland), seit 1967
- Knutsford (Vereinigtes Königreich) seit 1978

## Wirtschaft und Infrastruktur

### Handel und Gewerbe
Der Wochenmarkt, für den Montmorency im Mittelalter berühmt war, existiert immer noch, hat aber seine damalige Ausstrahlung eingebüßt.
Als charakteristische Wohnstadt besitzt Montmorency keine ausgeprägten wirtschaftlichen Aktivitäten. Ende des 19. Jahrhunderts nutzten mehrere Ziegeleien den Ton des Plateau des Champeaux, aber der Tonabbau wurde bald darauf eingestellt. Die Produktion von Dachziegeln wurde bis in die 1980er Jahre aufrechterhalten.
In jüngerer Vergangenheit entstand auf dem Plateau des Champeaux ein Gewerbegebiet von rund 3 Hektar, auf dem die Stadt die Ansiedlung von Technologie- und Dienstleistungsunternehmen fördert. Eine dieser Firmen ist BALT Extrusion, spezialisiert auf die Fabrikation von medizinischen Kathetern und Sonden für Untersuchungen im Herz-Kreislaufsystem. Dieses Unternehmen, mit seinem Exportanteil von 80 % der Produktion, wurde als eines der dynamischsten Firmen Frankreichs ausgezeichnet.
In der Stadt gibt es keines der in Frankreich recht häufig vorkommenden großen Einkaufszentren. Ein mittelgroßes Einkaufszentrum der Firma Intermarché befindet sich am nördlichen Rand der Gemeinde, ein kleineres der Firma Franprix im Zentrum. Der Einzelhandel konzentriert sich im Wesentlichen auf sein angestammtes Revier, nämlich den Marktplatz und die umgebenden Straßen.

### Öffentliche Arbeitgeber
Wichtigster Arbeitgeber der Stadt ist das Spital mit 1.700 Beschäftigten (siehe unten).
18,6 % der berufstätigen Bürger waren 1999 bei der Gemeinde angestellt. Die Mehrheit der Berufstätigen arbeitet außerhalb des Tals von Montmorency, das nicht genügend Arbeitsplätze für seine Bewohner aufbietet, sei es in der Agglomeration von Cergy-Pontoise, im Département Hauts-de-Seine oder in Paris.

### Arbeitsmarkt und Beschäftigung
Nach einer Schätzung von 2005 beträgt die Arbeitslosigkeit im Ort rund 9 % und liegt damit etwas unterhalb des nationalen Durchschnitts. Das durchschnittliche Haushaltseinkommen liegt mit 36.900 € pro Jahr deutlich über dem nationalen Mittelwert von 20.400 €.
Führungs- und Fachkräfte sind mit 27,7 % der Beschäftigten deutlich überrepräsentiert, gegenüber 13,1 % im französischen Mittelwert. Auf der anderen Seite sind Arbeiter nur zu 10,9 % vertreten, gegenüber 25,6 % in Frankreich insgesamt.

### Verkehr

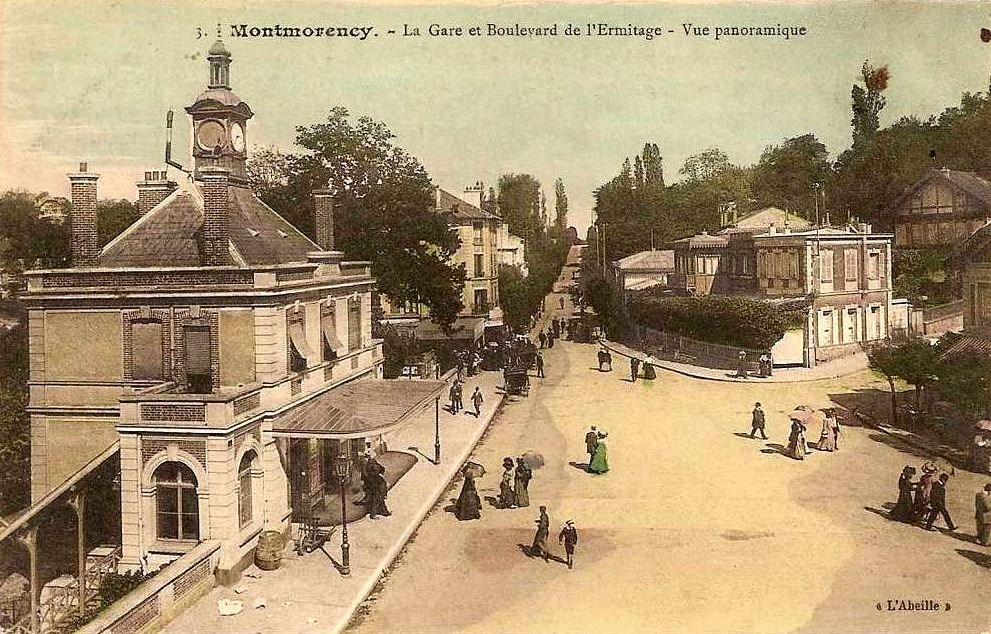
Empfangsgebäude des Bahnhofs (links) an der heutigen Place Franklin Roosevelt (frühes 20. Jahrhundert)

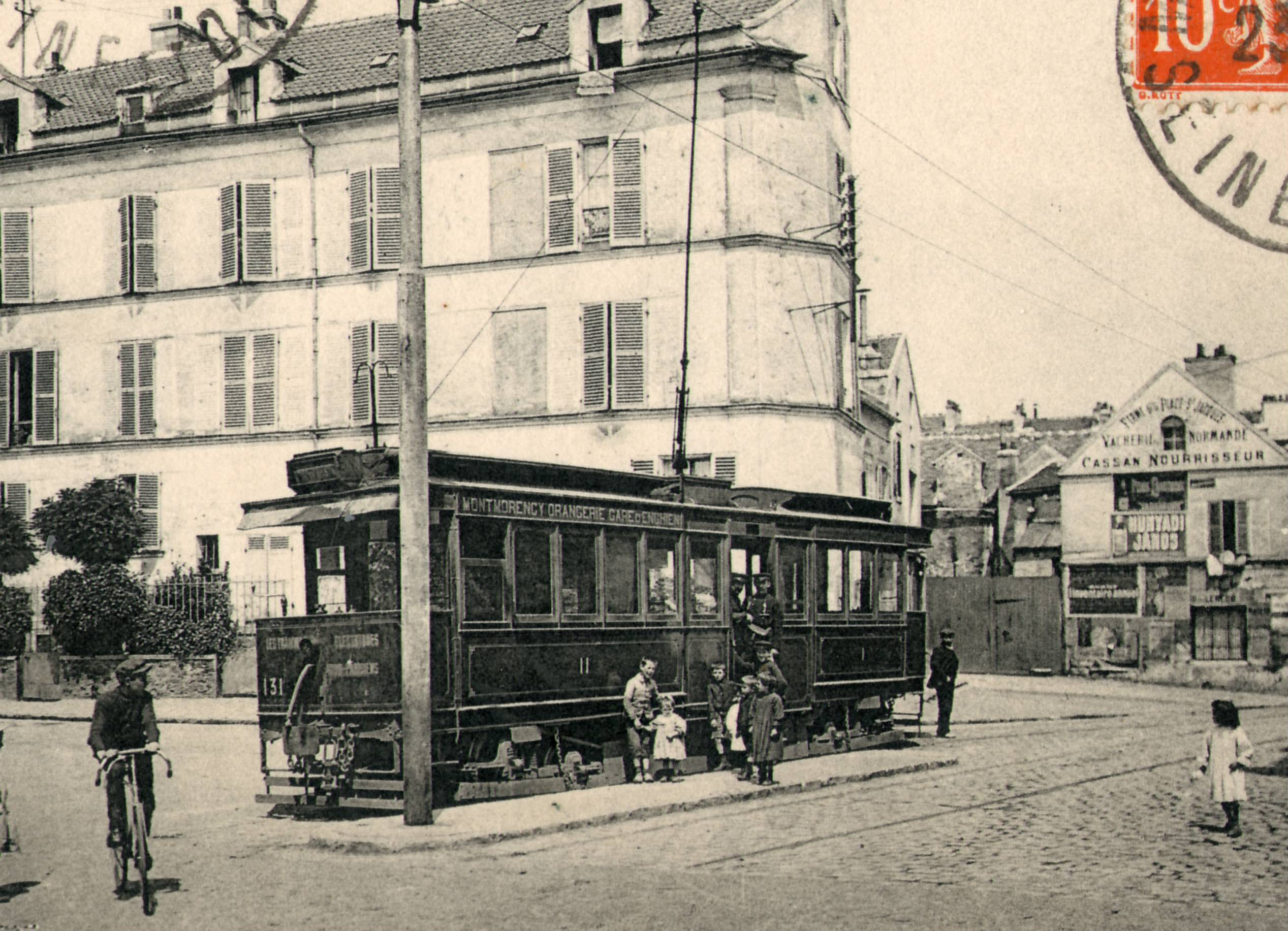
Straßenbahn an der Place Saint Jacques (um 1912)

Montmorency hatte einen Bahnhof an der Bahnstrecke Enghien-les-Bains–Montmorency, die 1866 eröffnet wurde. Diese nur rund drei Kilometer lange Strecke war mit einer maximalen Steigung von 46,3 ‰ eine der steilsten des Landes mit Adhäsionsbetrieb. 1954 wurden die Strecke und der Bahnhof stillgelegt, das Empfangsgebäude wurde 1965 nach einem Erdrutsch abgebrochen.
Bereits seit 1935 verkehrt die Straßenbahnlinie Montmorency–Enghien–Paris nicht mehr, die 1897 in Betrieb genommen worden war. Stattdessen wird der öffentliche Nahverkehr mittels der Linien 12, 13, 15M und 16 des Réseau de bus Valmy und der Linie 95.02 der Gesellschaft Busval d’Oise betrieben. Letztere bildet die Busverbindung zum 15 km entfernten Flughafen Roissy-Charles-de-Gaulle.
Für den Hauptteil der Stadt, die oberen Stadtteile, ist dies eine relativ schlechte Verkehrsanbindung, zumal die Taktfrequenz der Busse zu wünschen übrig lässt. Der untere Teil von Montmorency hingegen ist binnen Minuten vom Bahnhof Enghien-les-Bains zu Fuß erreichbar.
Über die Autobahn A 15 und den Anschluss über die Anschlussstraße D 170, Boulevard Intercommunal du Parisis, ist die Stadt von Osten her erreichbar. Über die Nationalstraße N 1 wird sie vom Osten her erschlossen.

### Öffentliches Gesundheitswesen
Seit 1207 gibt es in Montmorency ein Hospital, ein Maison-Dieu mit damals zwölf Betten. Es handelte sich um eine weltliche Einrichtung, gegründet von Matthieu II. von Montmorency.
In den 1970er Jahren wurde das Krankenhaus in seiner heutigen Form erbaut. 1992 wurde es, im Zuge der Fusion mit dem Krankenhaus von Eaubonne, nach Simone Veil benannt. Es hat eine Kapazität von mehr als 1.000 Betten und beschäftigt 1.700 Angestellte, darin jeweils eingeschlossen das Krankenhaus in Eaubonne. Elf Altenheime sowie zwei Kliniken für allgemeine Medizin und Psychiatrie befinden sich auf seinem Gelände.
Die psychiatrische Klinik l’Ermitage beschäftigt knapp 100 Angestellte.

## Bildung

### Schulen
Die Stadt verfügt über fünf Vorschulen, fünf Primarschulen, das große, renommierte allgemeine Gymnasium Lycée Jean-Jacques-Rousseau, ein technisches Gymnasium sowie zwei Kollegschulen.
32,4 % der Montmorencéens haben einen höheren Bildungsabschluss, gegenüber 18,1 % im Durchschnitt der Hauptstadtregion Paris.

### Sonstige Einrichtungen
Im Tagungssaal Salle de l’Eden in der Rue de Pontoise finden regelmäßig Vorträge zur Geschichte Montmorencys und des Tals von Montmorency statt.
Das städtische Kulturhaus (Maison des loisirs et de la culture), eine typische Einrichtung französischer Städte, organisiert Ausstellungen und kulturelle Veranstaltungen. Es bietet Kurse zu den unterschiedlichsten Themen, sprachliche Fortbildung und künstlerische Arbeitsgruppen an.

## Kultur und Sehenswürdigkeiten

### Museen

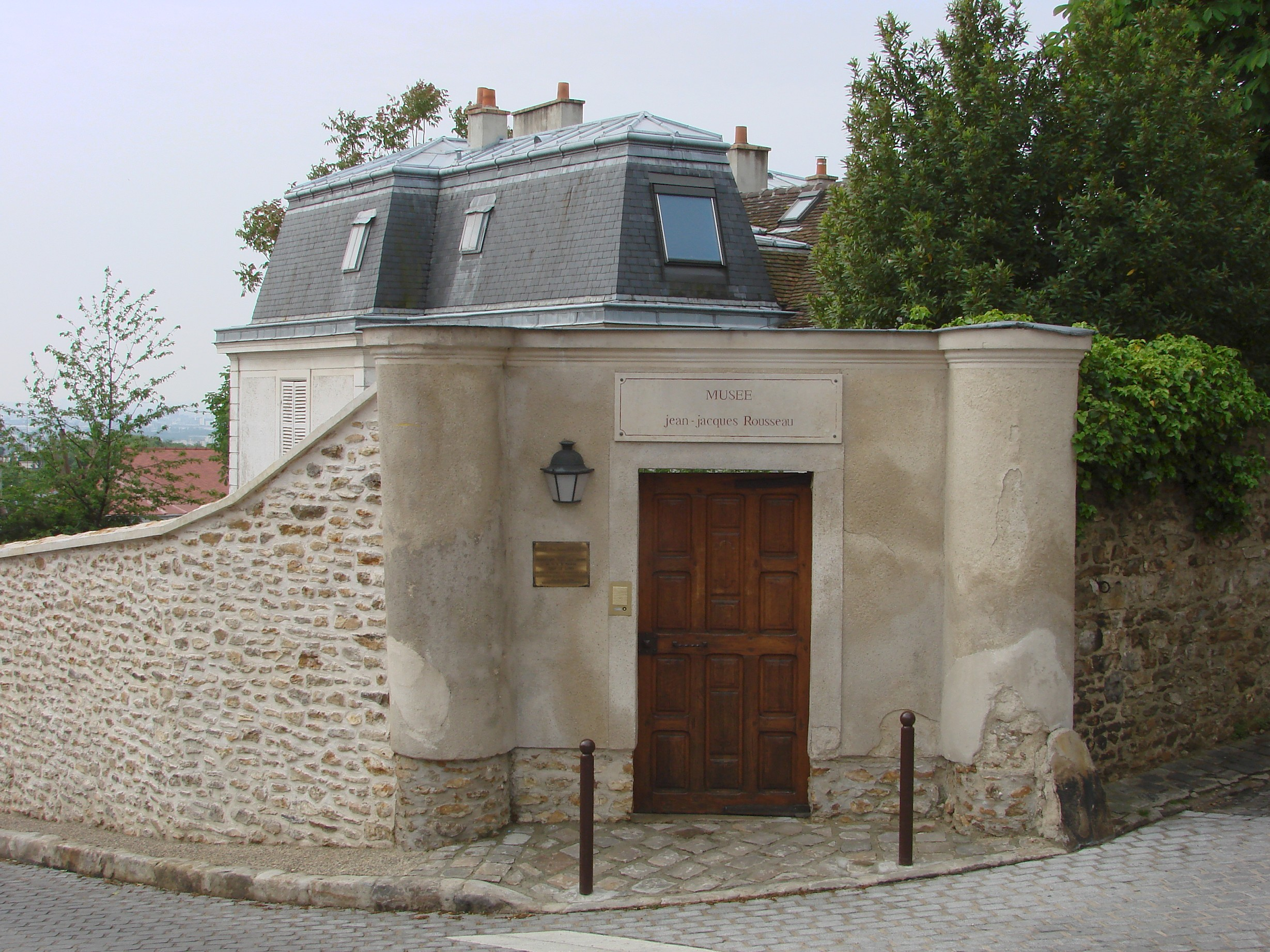
Musée Jean-Jacques-Rousseau

Das Museum Jean-Jacques-Rousseau befindet sich in dem Haus, wo Rousseau zwischen 1757 und 1762 wohnte. Am unteren Ende des Gartens steht der sogenannte Donjon. In diesem Fall handelt es sich aber nicht um den imposanten Wohnturm einer Burg, sondern um einen kleinen Pavillon mit Mansarddach, in dem sich das Arbeitszimmer des Schriftstellers befand.

### Öffentliche Bibliotheken
Die Bibliothèque d’études rousseauistes (Bibliothek für Studien über Rousseau) verfügt über einen Bestand von 40.000 Bänden. Sie ist auf das 18. Jahrhundert im Allgemeinen und Rousseau im Besonderen spezialisiert. Sie beherbergt außerdem das Stadtarchiv.
In der Stadtbibliothek sind 35.000 Bücher für die Öffentlichkeit verfügbar, zuzüglich 2.000 Kinder- und Jugendbüchern. Regelmäßig finden dort Ausstellungen statt.

### Bauwerke
Siehe auch: Liste der Monuments historiques in Montmorency (Val-d’Oise)

#### Stiftskirche
Die ehemalige Stiftskirche Saint-Martin wurde von 1515 bis 1563 im spätgotischen Flamboyant-Stil an Stelle eines Bauwerks aus dem 12. Jahrhundert erbaut. Bis zur Französischen Revolution war sie die Grablegungskirche der Fürsten von Montmorency und wurde ab 1630 zeitweise Pfarrkirche. Sie ist bemerkenswert wegen ihrer farbigen Bleiglasfenster aus der Renaissancezeit und wegen der polnischen Gedenktafeln, die von Exilanten nach dem Novemberaufstand im 19. Jahrhundert angebracht wurden.

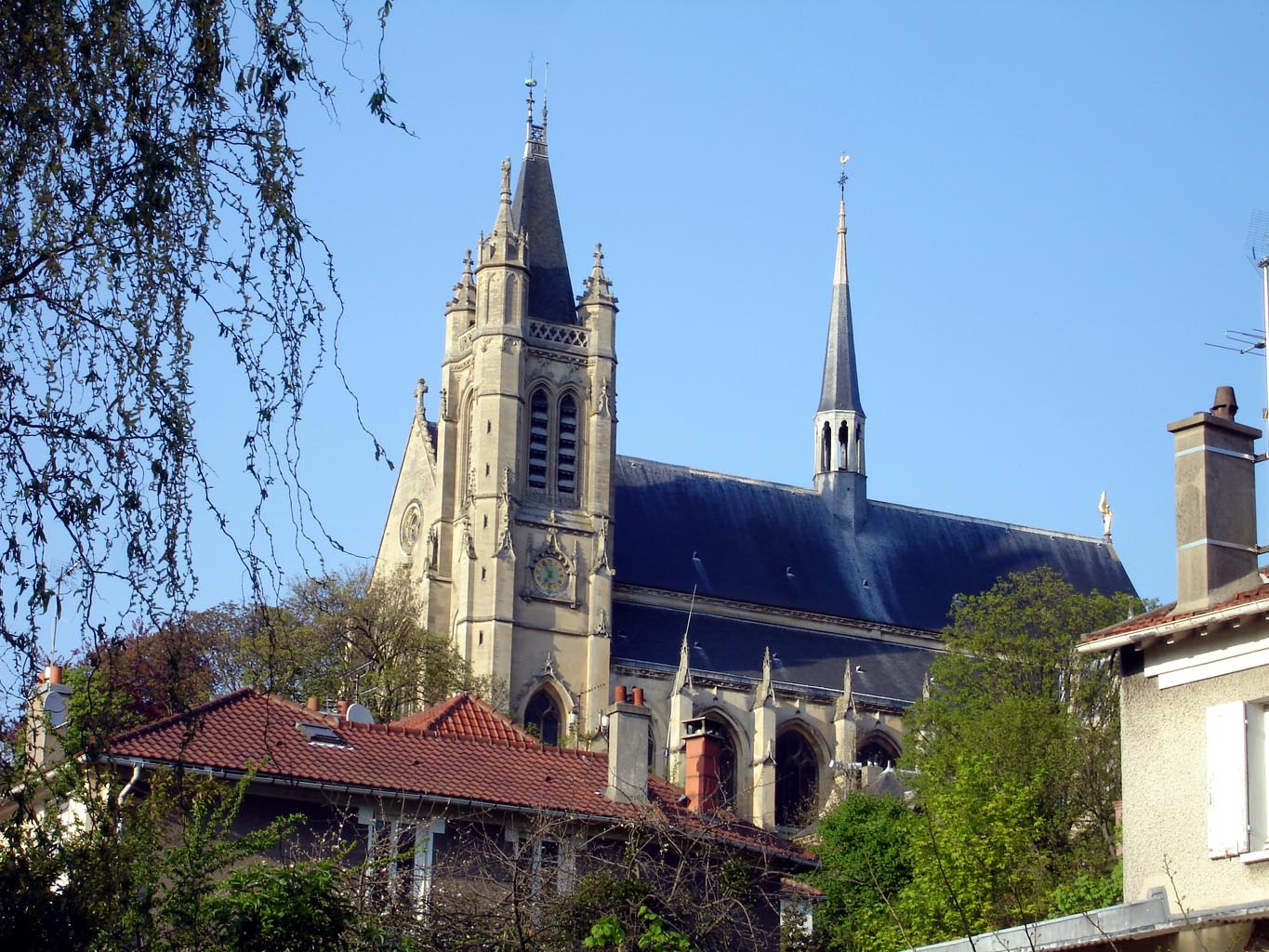
Blick von der Rue du Temple auf die Stiftskirche
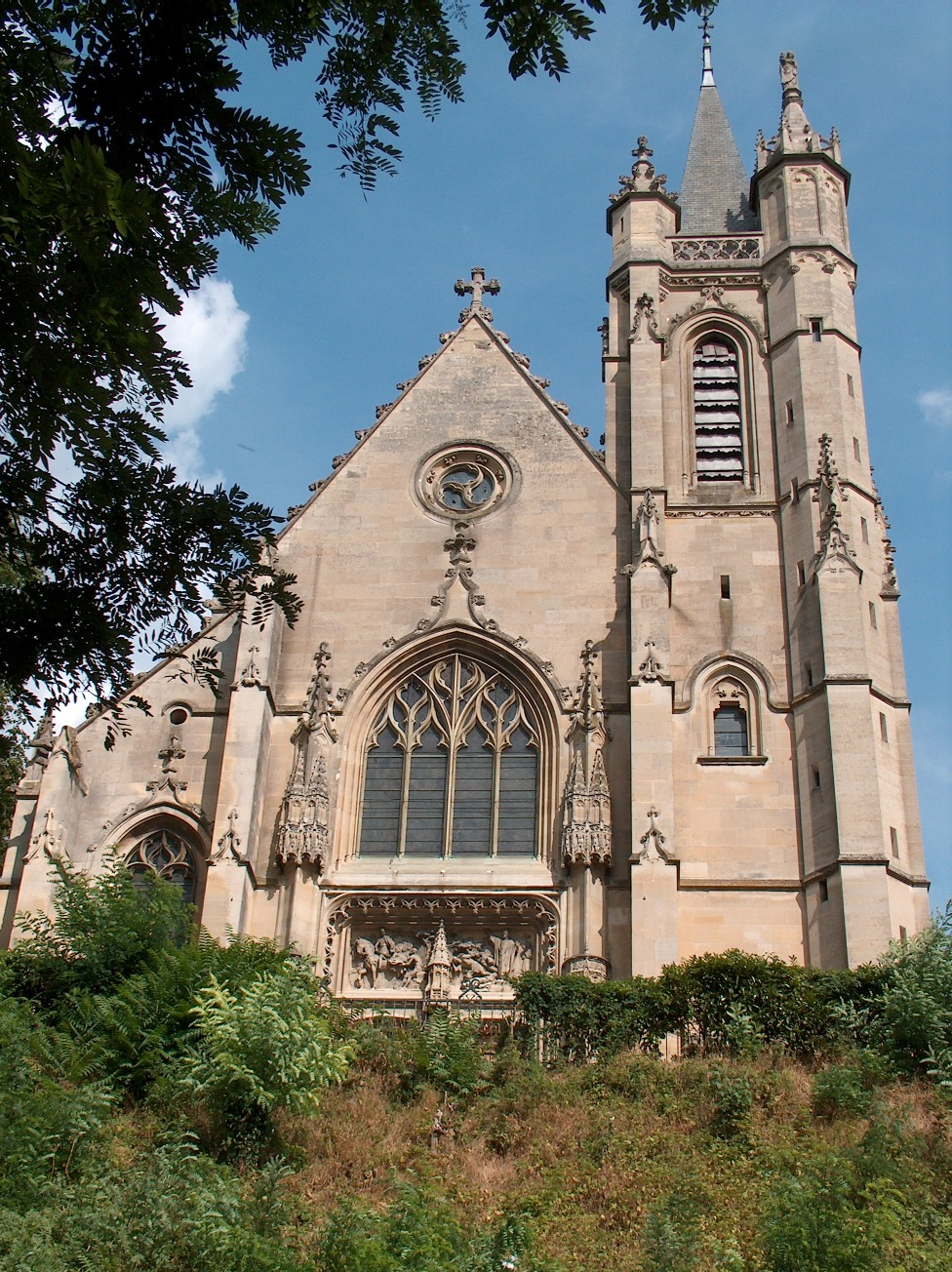
Westfassade
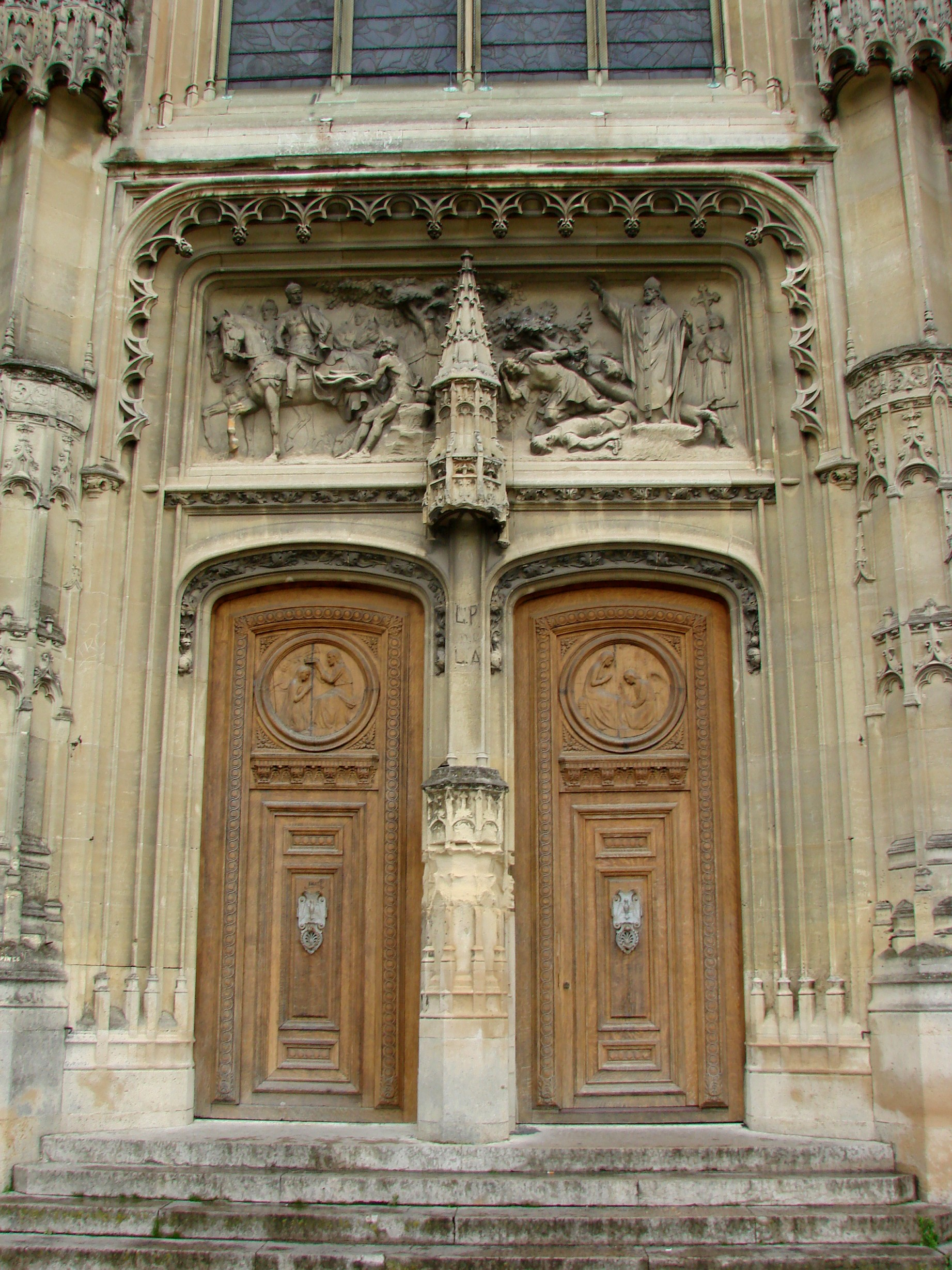
Westportal
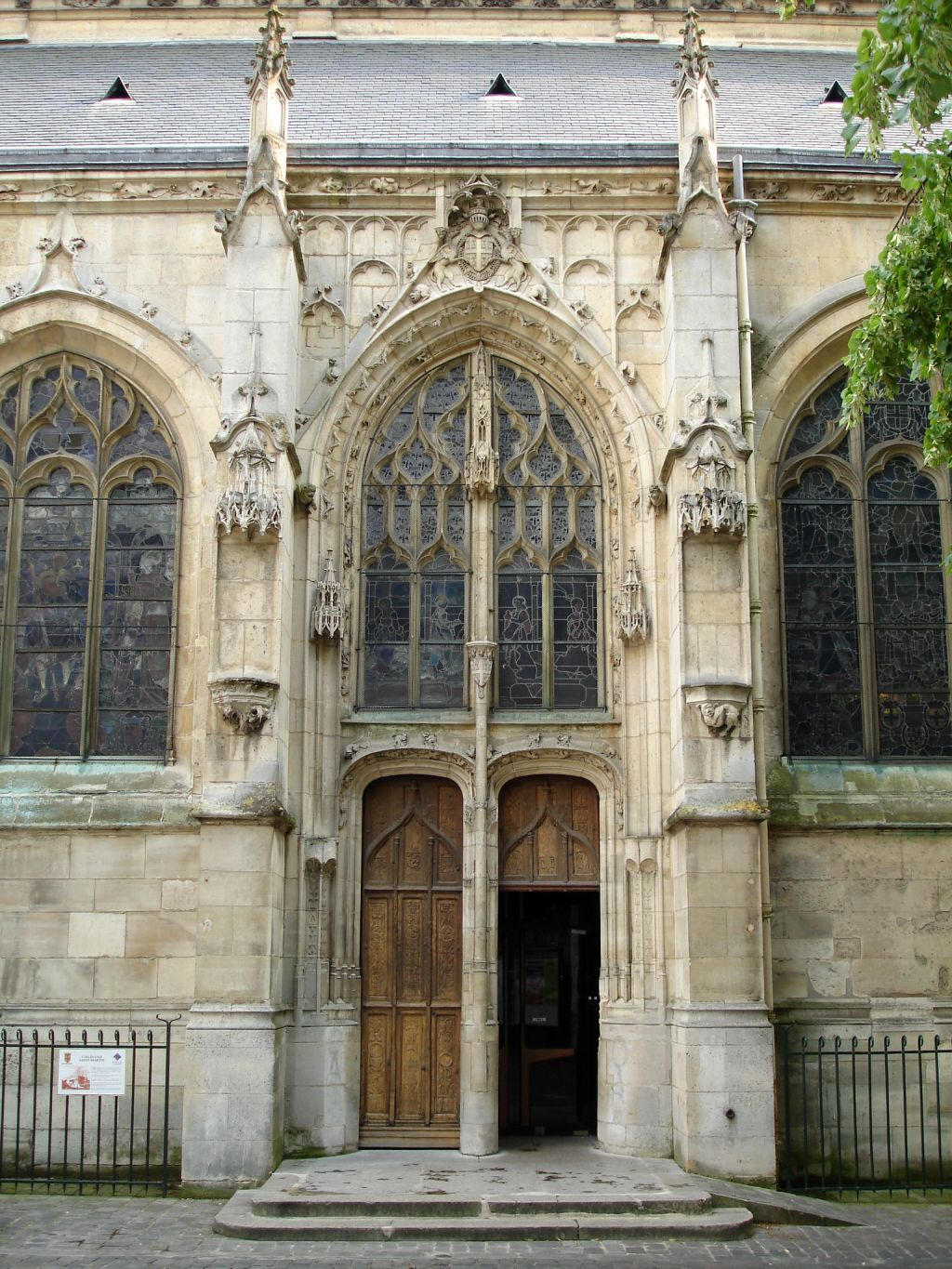
Nordportal mit Fenster im Flamboyant-Stil
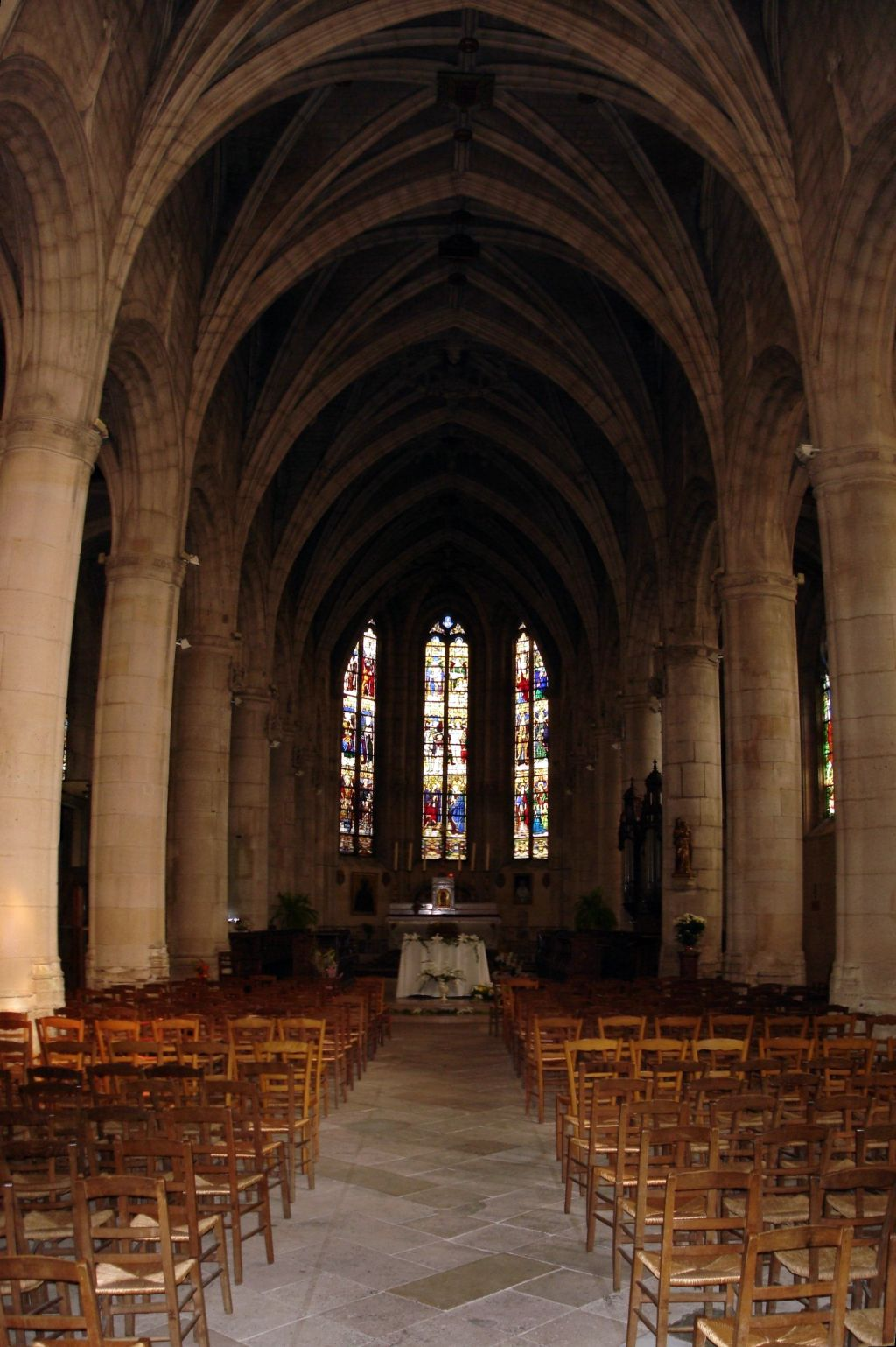
Blick ins Hauptschiff
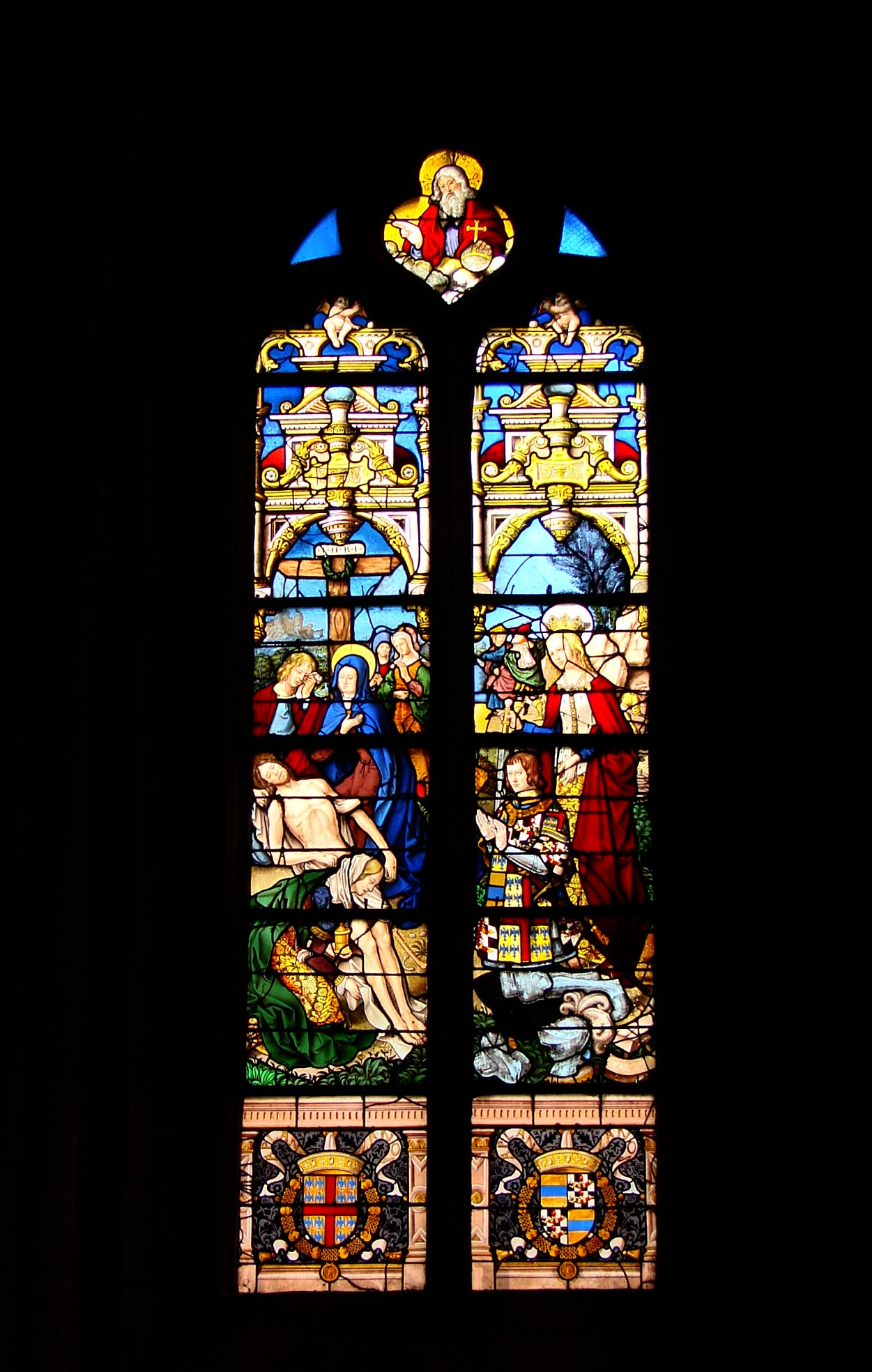
Renaissance-Fenster
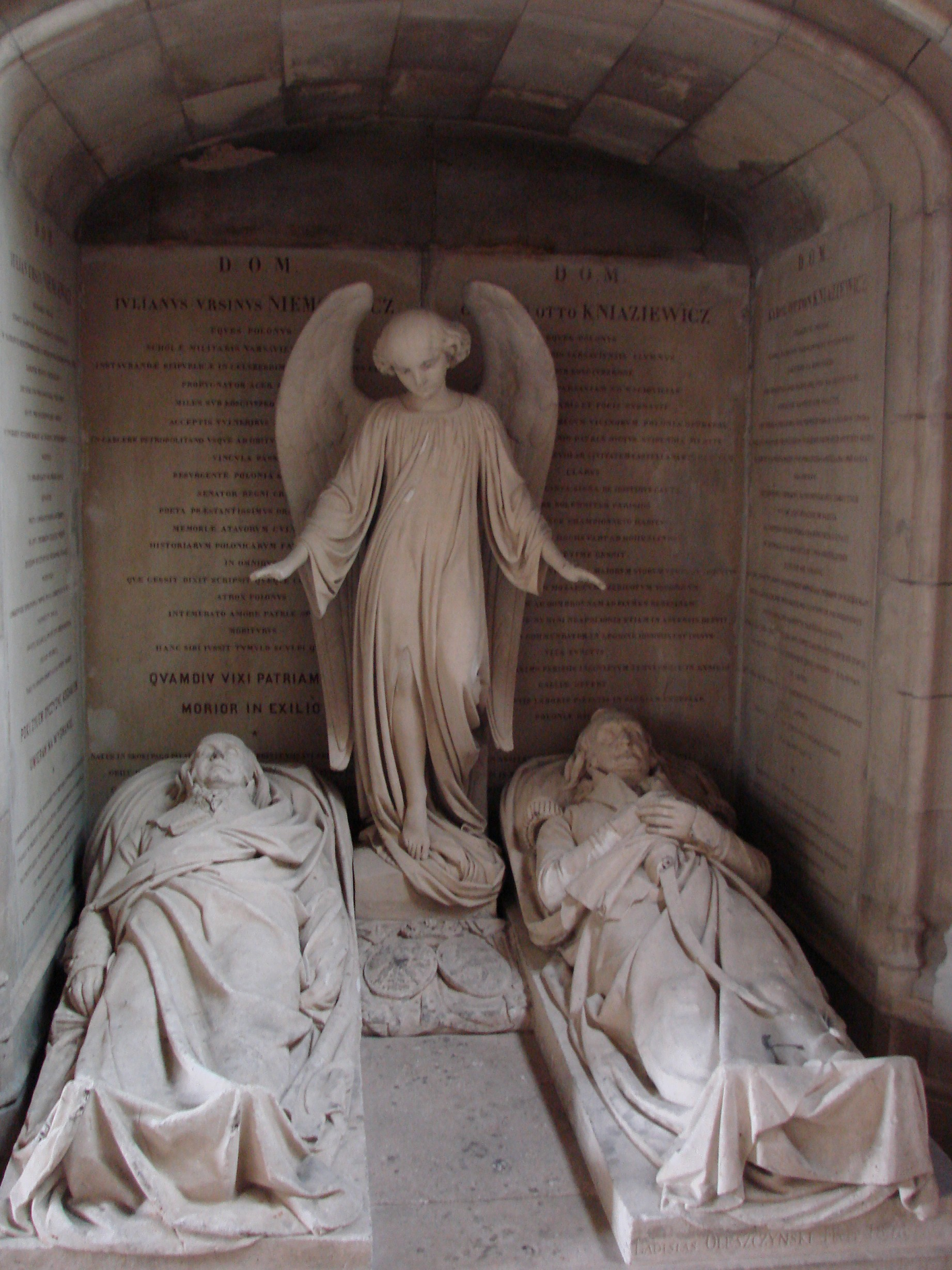
Epitaph polnischer Exilanten
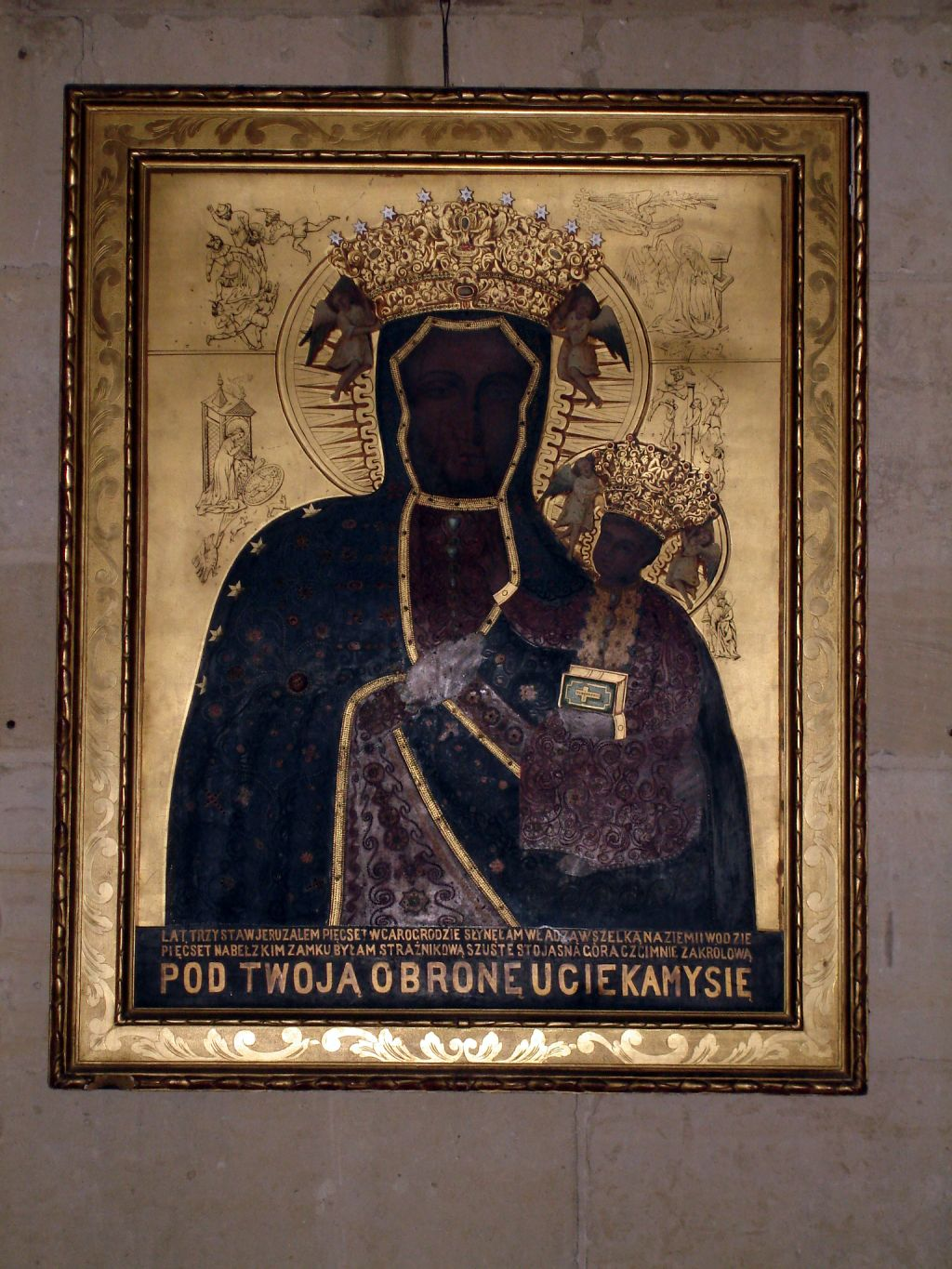
Nachbildung der Schwarzen Madonna von Częstochowa

#### Marktplatz
Der Marktplatz heißt Place Roger-Levanneur. Er ist umgeben von Häusern, die mehrheitlich im 19. Jahrhundert erbaut wurden. Seine größte Zeit als weithin bekannter Markt hatte der Platz im 13. Jahrhundert. 1789 wurde, infolge einer Übereinkunft zwischen dem Prinzen von Condé und den Händlern, eine hölzerne Markthalle errichtet.
Diese wurde 1834 abgerissen und durch eine Halle aus Mauerwerk ersetzt. Sie hieß Eselshalle (porche aux ânes), weil man dort die Esel für Ausritte in den Wald mieten konnte. Diese Halle wurde 1884 beseitigt.
Während der Französischen Revolution hieß der Platz Place de la Loi (Platz des Gesetzes). Seinen heutigen Namen verdankt der Platz einem jungen Widerstandskämpfer der Résistance, der im August 1944, im Alter von 21 Jahren, von der SS verhaftet und zu Tode gefoltert wurde.

#### Häuser und Villen

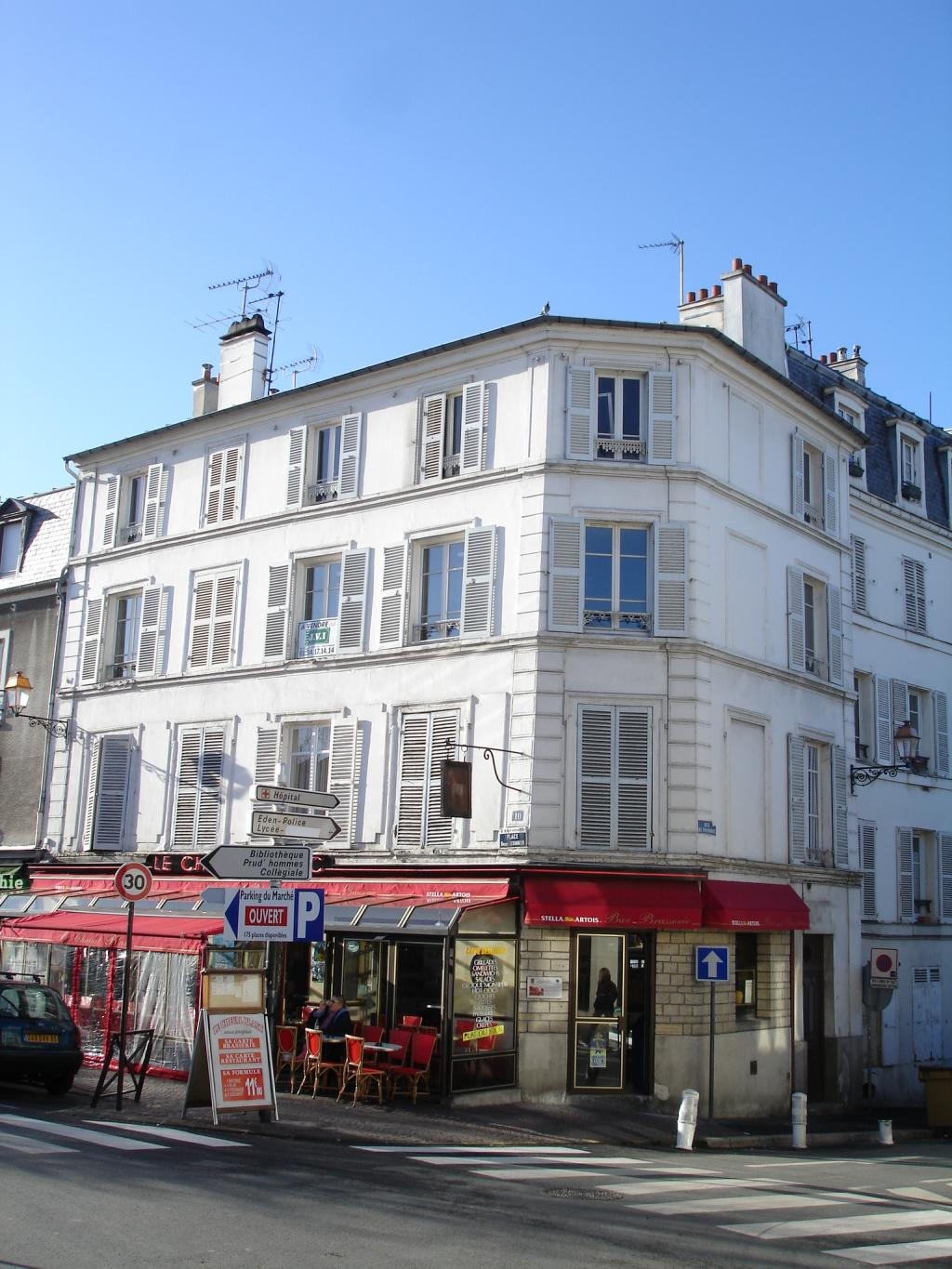
Auberge du Cheval-Blanc

Die Auberge du Cheval blanc (Herberge zum weißen Ross), Treffpunkt der Berühmtheiten zur Zeit der Restauration, befindet sich am Marktplatz. Sie wurde 1739 von Nicolas Leduc gegründet, der Landvermesser des Hauses Condé war. Zunächst hieß das Haus La Fleur de lis (Lilienblüte). Seien jetzigen Namen erhielt es während der Französischen Revolution. Das Aushängeschild wurde von den Malern Jean-Baptiste Isabey und François Gérard geschaffen, die in dieser Form ihre Rechnung für die Unterkunft beglichen.
Das Maison des Commères (Haus der Schwatzbasen) erhielt seinen Namen durch Thérèse Levasseur, Gefährtin Rousseaus. In diesem zweistöckigen Haus aus dem 17. Jahrhundert wohnten während des Aufenthalts von Rousseau zwei Jansenisten, von denen der Philosoph befürchtete, dass sie ihn belauschen könnten. Das Haus wurde 1974 von der Stadt erworben und beherbergt heute die Bibliothèque d’études rousseauistes.

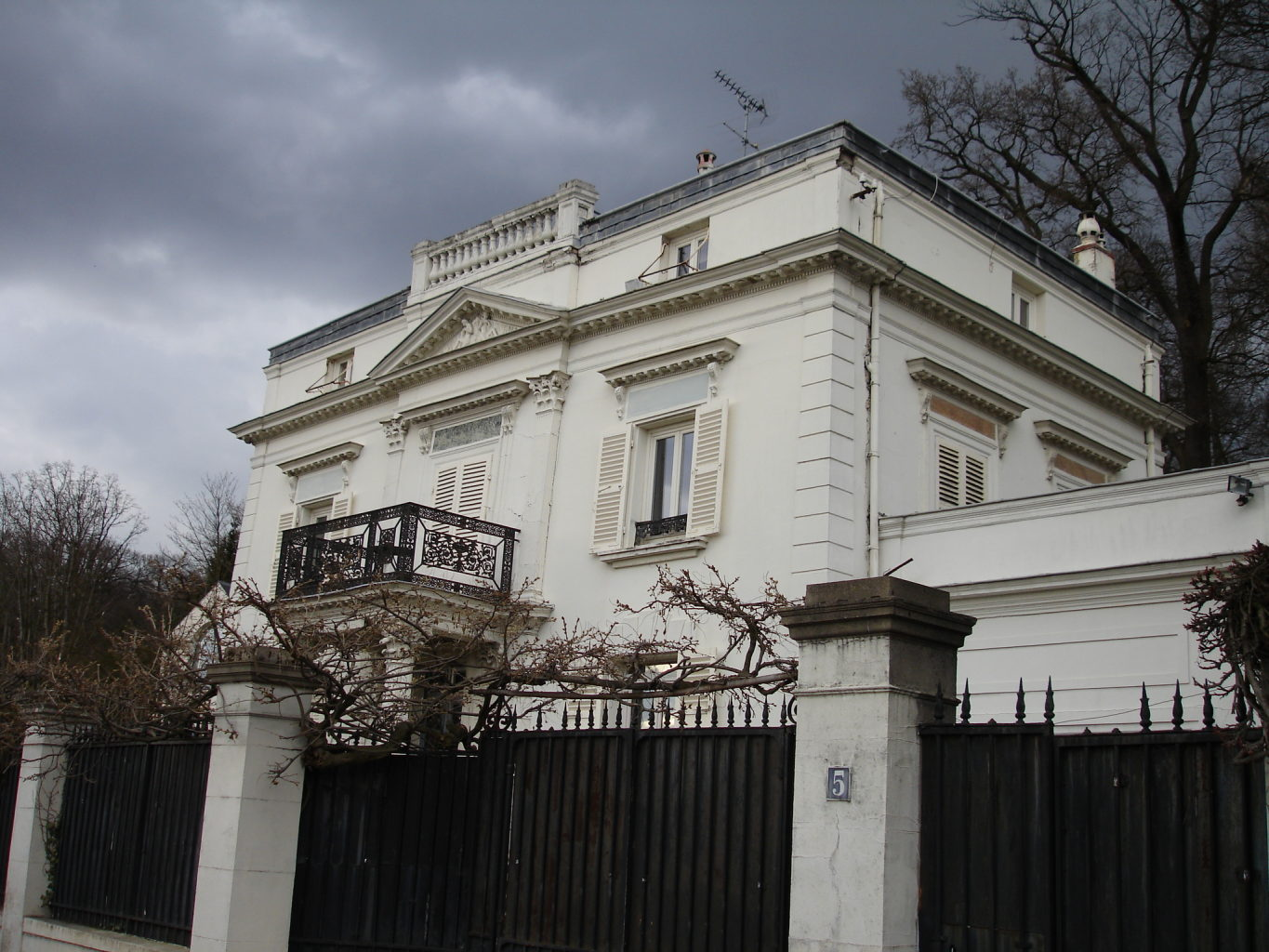
Das Haus Jean-Bertheroy

Das Haus maison Jean-Bertheroy in der Rue de l’Hermitage ist eine 1891 erbaute Villa im italienischen Stil. Sie gehörte der Romancière Berthe-Corinne Le Barillier.
Die ehemalige Kirche Notre-Dame an der Ecke Rue au Pain/Rue Notre-Dame war die erste Pfarrkirche des Ortes, ihre Fundamente stammen aus dem 11. Jahrhundert. 1411 wurde sie in die Stadtmauer eingeschlossen. Während der Französischen Revolution wurde sie profaniert und als Rathaus genutzt. Als Letzteres 1809 in das Ancien Auditoire umzog, wurde die ehemalige Kirche zu einem Wohnhaus umgewidmet.
Das Hotel Le Laboureur an der Place au Pain gehörte im 17. und 18. Jahrhundert der Familie Le Laboureur, einer Offiziersfamilie. Heute beherbergt es die private Berufsschule Turgot.
Das Ancien Auditoire an der Place de l’Auditoire ist ein klassizistisches Gebäude aus dem Jahr 1786. 1809 wurde es von der Stadt gekauft und diente bis 1906 als Rathaus. Anschließend beherbergte es das Friedensgericht, was noch an der Inschrift an der Vorderseite ersichtlich ist, und diente verschiedenen anderen öffentlichen Funktionen, beispielsweise als Bibliothek und als Arbeitsgericht.
Die Villa Helvetia war bis zur Besetzung des Landes durch die Deutschen 1940 der Mittelpunkt eines Netzes von vier Stätten in der Region, in denen seit 1935 bis zu 300 jüdische Jugendliche, getrennt von ihren Eltern im Reich (bzw. später: von den Deutschen besetzten Gebieten), Unterkunft, Unterricht und je nach Alter eine Berufsausbildung erhielten, unter der Verwaltung durch das OSE (Œuvre de secours aux enfants) in Paris. Die Leiter des Heimes waren der Österreicher Ernst Papanek und seine Frau, die hier pädagogische Theorien über die Verbindung von Arbeit und Lernen ausprobieren wollten. Das Projekt wurde dadurch weiter bekannt, weil etliche der Kinder an der Irrfahrt der St. Louis nach Kuba und zurück teilnahmen. Nach der Besetzung flohen die Kinder in geführten Gruppen in den Süden des Landes zu verschiedenen anderen Heimen der OSE.

#### Schlösser
Das Rathaus befindet sich in einem klassizistischen Schlösschen, das von 1788 bis 1791 von Nicolas-Louis Goix erbaut wurde. Die Initialen RF an den Fenstergittern bedeuten nicht République Française, wie viele Besucher denken, sondern stehen für Émilien Rey de Foresta, der das Haus 1859 erwarb. Letzterer war von 1865 bis 1880 Bürgermeister von Soisy.
Zum Rathaus wurde das Gebäude erst 1906. Das Schloss besteht aus zwei Etagen, die auf einem Halbgeschoss aufsetzen, und die über eine doppelte Wendeltreppe zugänglich sind. Im schönen Park, der das Schloss umgibt, stand eine rund 200 Jahre alte Libanon-Zeder, die als Naturdenkmal geschützt war. Leider fiel diese am 2. Januar 1982 einem Eisregen zum Opfer. Die Conciergerie des Anwesens beherbergt heute das Tourismusbüro und die Kulturbüros der Stadt.

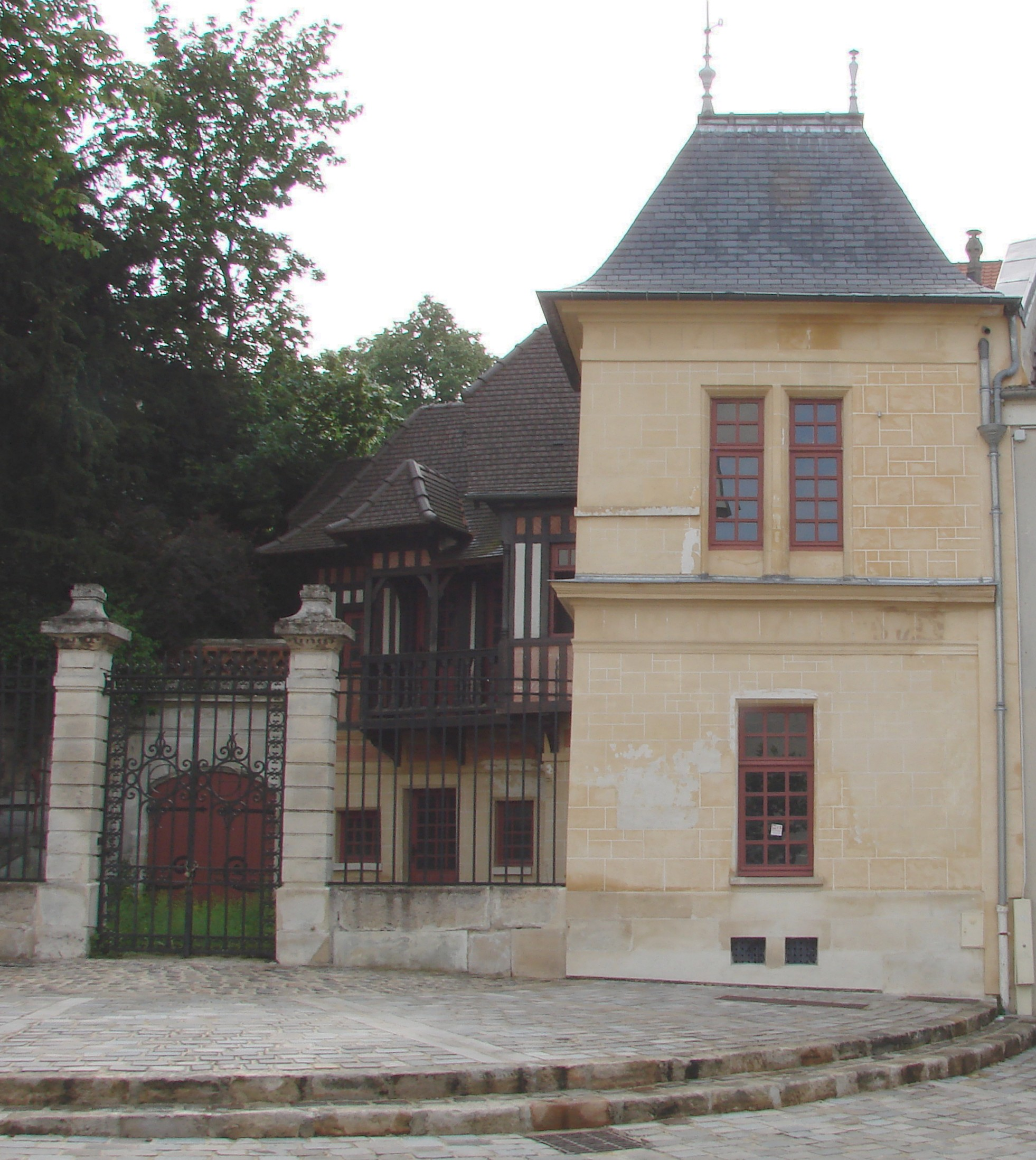
Conciergerie des Château Gaillard

Das Château Gaillard ist ein typisches Bauwerk des 19. Jahrhunderts. Inmitten großer Parks baute sich der Adel und das Großbürgertum seine Zufluchtsstätten im romantischen Stil. Die 1830 errichtete Conciergerie dieses Schlosses ist ein bemerkenswertes Zeugnis des Baustils jener Zeit.
Das Schloss des Duc de Dino wurde zwischen 1879 und 1884 im Neo-Renaissancestil vom Bankier Isaac Léopold Sée erbaut. Der Bau aus Stein und roten Ziegeln steht an der Stelle, wo das große Schloss stand, das dem Marschall von Montmorency-Luxemburg gehört hatte. Die Stadt kaufte es 1991 und stellte es der Organisation M.A.R.S. zur Verfügung. Diese widmet sich der Resozialisierung von Kindern, die mit der Gesellschaft in Konflikt geraten sind.
Die halbrunde, 1719 erbaute Orangerie ist das einzige Überbleibsel des Schlosses von Charles Le Brun. Lange Zeit verwahrloste sie. Schließlich, im 19. Jahrhundert, wurde sie zum Wohnhaus umgebaut und dabei entstellt, weil ihre Skulpturelemente zerstört wurden. Die Gemeinde kaufte sie 1984, ließ sie von 1987 bis 1992 in den alten Zustand restaurieren und nutzt sie seitdem für die städtische Musik- und Tanzschule.

#### Burgen und Befestigungen

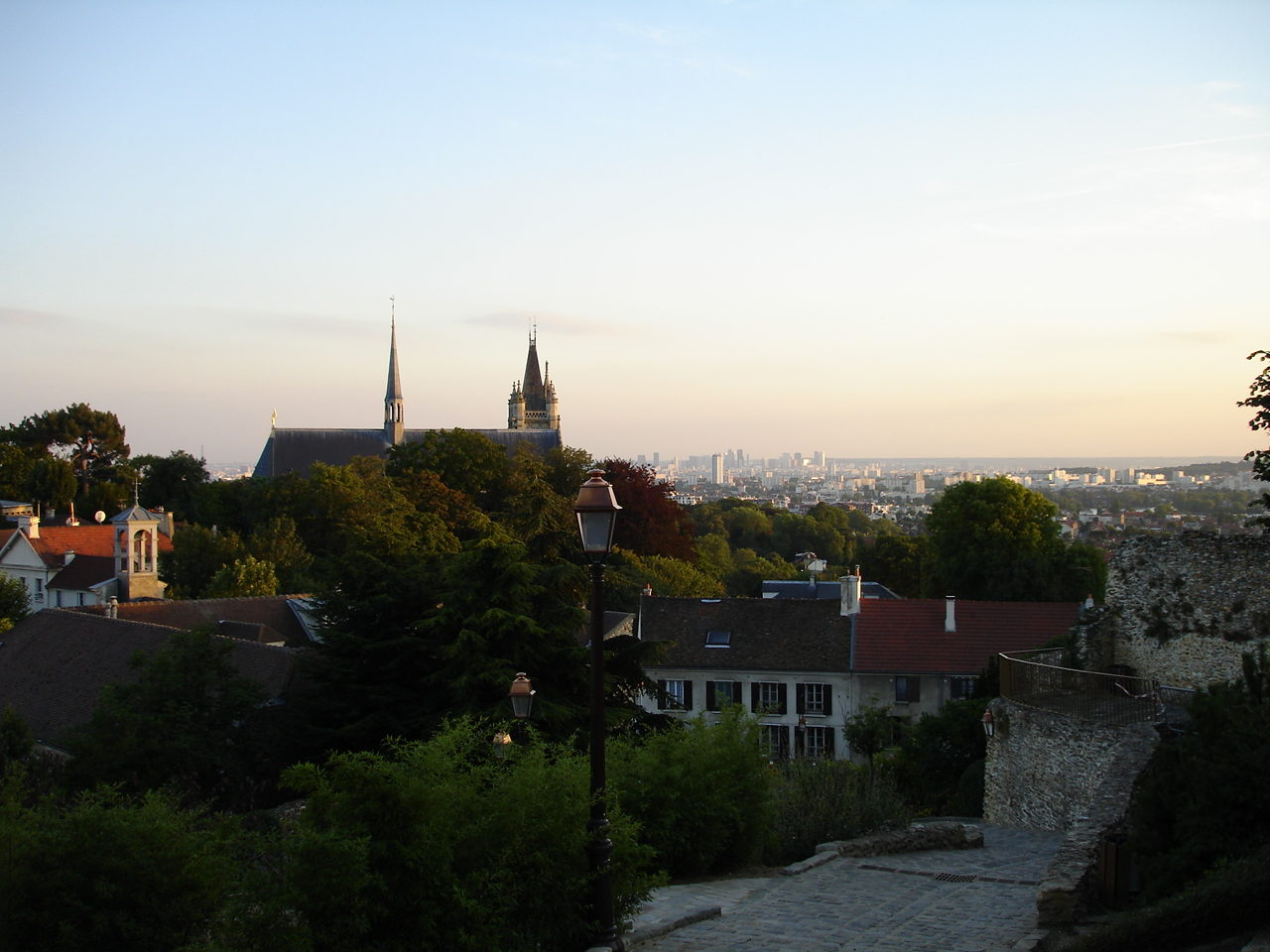
Abendlicher Blick auf die Stiftskirche und die Befestigungsmauern

Die Festungsmauern aus dem 15. Jahrhundert waren lange Zeit hinter dem zentralen Häuserblock der Stadt versteckt. Während Abriss- und Neubauarbeiten in den 1970er Jahren kamen sie zum Vorschein und wurden ab 1985 von der Stadtverwaltung restauriert. Mit ihnen wurden auch die Jardins de l’observance (Beobachtungsgärten) hergerichtet. Letztere heißen so, weil von ihnen aus im 15. Jahrhundert das Umland auf verdächtige Bewegungen hin beobachtet wurde.
Das Fort de Montmorency wurde von 1875 bis 1879 erbaut. Es ist das letzte der Pariser Forts, das noch von der französischen Armee benutzt wird. Seit 1992 beherbergt es eine militärisch-technische Ausbildungsstätte.
Die Porte Jean-Jacques Rousseau in der Rue de Saint-Denis ist eine kleine Pforte, die ursprünglich als Zugang zum Gemüsegarten auf der anderen Straßenseite diente. Durch diese Pforte floh Rousseau 1762 aus der Stadt. Im 19. Jahrhundert wurde die ursprünglich nur für Fußgänger gangbare Pforte durch ein Tor ersetzt, das auch von Kutschen passiert werden konnte.

#### Brücken
Die kleine Brücke Pont de la rue Saint-Victor wurde vom Burgvogt Louis Le Laboureur (Louis der Landmann) erbaut. Sie diente dazu, sein Lehen Châteaumont mit dem Feudalgut zu verbinden, das ihm, mit Ausnahme des darauf befindlichen Donjon, 1675 vom Prinzen von Condé verkauft worden war.
Die merkwürdige, 1792 erbaute Steinbrücke Pont de la rue des Granges diente dazu, die beiden Teile des Schlosses miteinander zu verbinden. Die darunter verlaufende Straße ist bemerkenswert wegen der hohen Mauern aus dem 18. Jahrhundert, zwischen denen sie eingeschlossen ist und von denen Pflanzen auf die Straße herab wuchern.

### Parks, Grünflächen und Fußpfade
Der Hauptanziehungspunkt im Grünen, sowohl für die Stadt als auch für die ganze Region, ist der Wald von Montmorency nördlich der Stadt. Er erstreckt sich über 22 km².

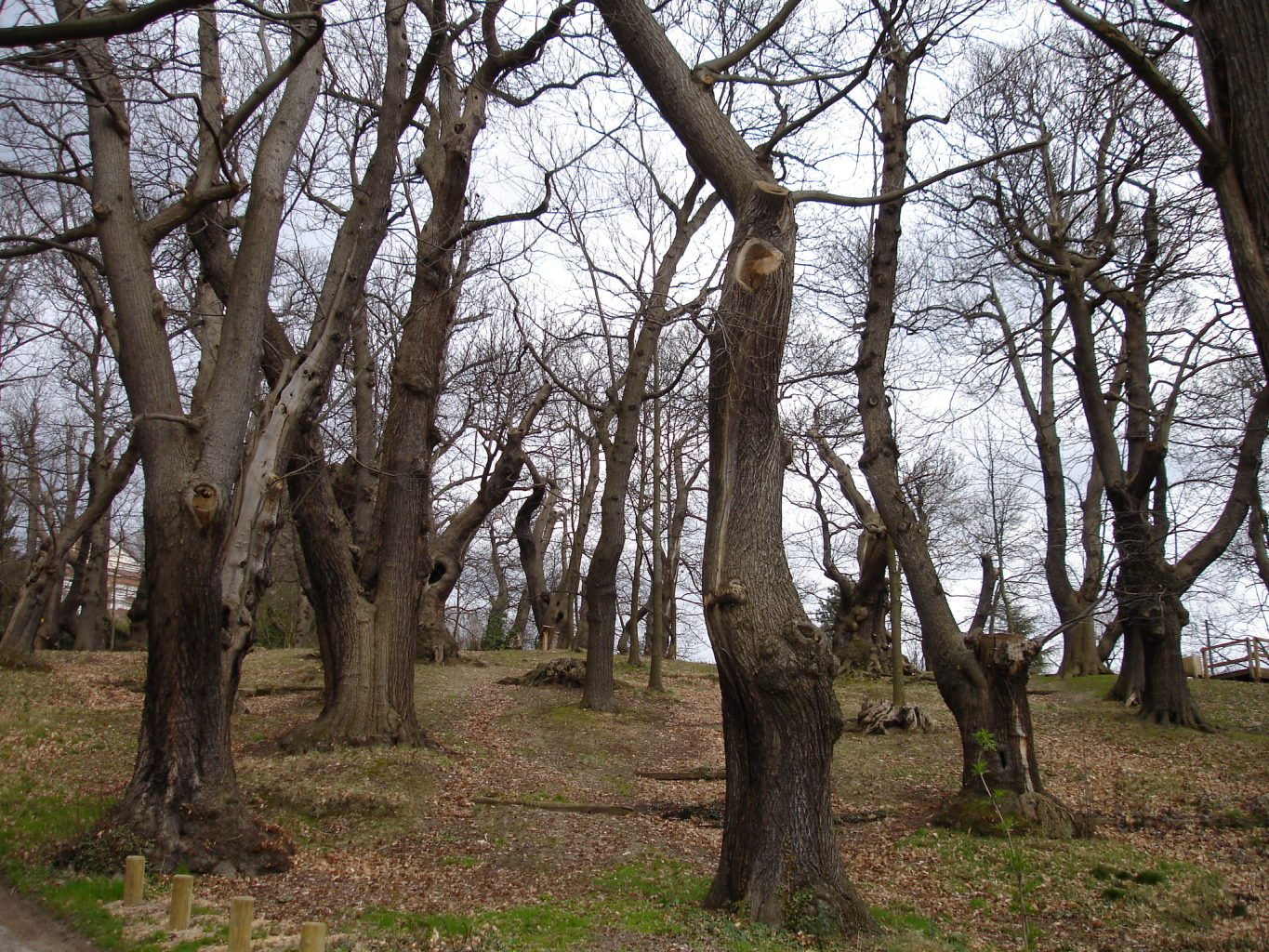
Der Kastanienhain (La Châtaigneraie)

Die Châtaigneraie (Kastanienhain), ein Wäldchen jahrhundertealter Kastanienbäume, ist als Naturdenkmal (Monument historique) geschützt. Für Rousseau war sie das bevorzugte Gebiet seiner Spaziergänge, unmittelbar seinem Wohnsitz benachbart. Im 19. Jahrhundert wurde der Hain als Ausflugsziel für die Sonntagsspaziergänge von Pariser Bürgern populär. Nach dem Spaziergang ging man in die Auberge Homo. Diese Gaststätte, benannt nach ihrem Besitzer Augustin Homo, war von diesem bei der Ermitage, Rousseaus ehemaliger Wohnstätte, errichtet worden. Man konnte dort tanzen und traf des Öfteren bekannte Maler oder Schriftsteller dort an. 1866 eröffnete das Casino de Montmorency. Etwas weiter abseits liegen die Ruinen von Grétry. Die Châtaigneraie wurde 1920 von der Stadt erworben und für die Öffentlichkeit geöffnet, nachdem man die nicht dorthin passenden Gebäude abgerissen hatte.

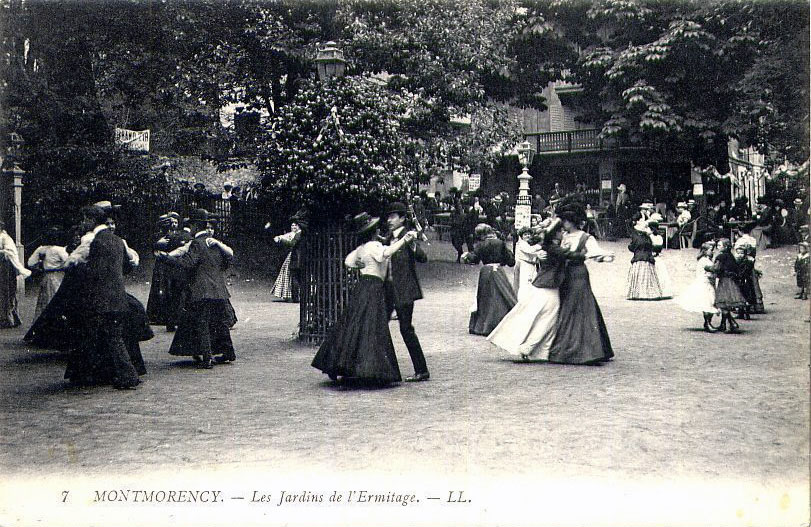
Die Gärten der Ermitage um 1900

Neben der Châtaigneraie besitzt die Stadt vier weitere öffentliche Parkanlagen:
- den Rathauspark (2,2 ha);
- die Gärten Jardins de l’Observance auf den Festungsmauern;
- den Park de la Serve am Waldrand, mit einem Trimm-dich-Pfad (parcours sportif);
- den Square des Acacias an der Avenue Charles-de-Gaulle.

Die Gärten des Museums Jean-Jacques-Rousseau und des Schlosses des Duc de Dino sind Eigentum der Stadt, aber nicht öffentlich zugänglich.
Die Stadt unterhält ein Netz von Fußwegen, die sich durch die Grünflächen und Wohnflächen der Stadt schlängeln. Sie sind in sieben Parcours gruppiert, die mit Wegmarken versehen sind. Immer wieder bieten sich dem Spaziergänger auf diesen Pfaden malerische Panoramen von Paris, der umgebenden Tiefebene und dem Tal von Montmorency.
Das Mare des Champeaux ist ein Weiher am südlichen Rande des Plateau des Champeaux, der sich auf Grund eines wasserundurchlässigen Untergrundes aus Ton gebildet hat. Er bietet einen exzellenten Aussichtspunkt, der von Rousseau sehr geschätzt wurde. Im 19. Jahrhundert war er ein beliebtes Ziel für Spaziergänge und Ausritte auf dem Esel. Durch den Bau des benachbarten Forts wurde 1874 die Tonschicht stellenweise durchlöchert, was zu einem beträchtlichen Wasserverlust und einem entsprechenden Flächenverlust des kleinen Sees geführt hat.

### Denkmäler

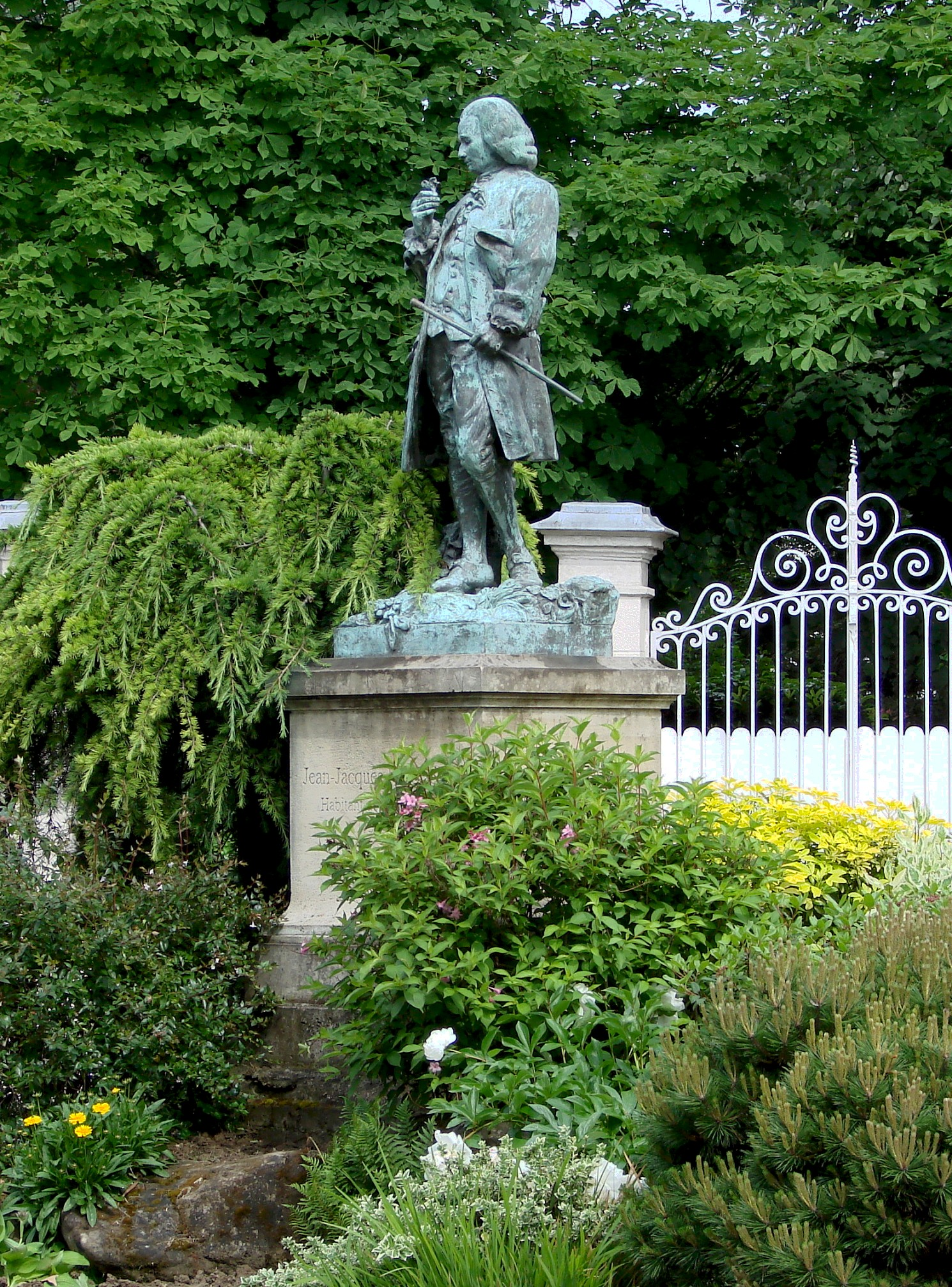
Denkmal für Jean-Jacques Rousseau

Die erste Version des Bronzestandbilds Jean-Jacques Rousseaus, auf dem Rondell der Avenue Émile gelegen, wurde 1907 von Louis Carrier-Belleuse errichtet. 1942 wurde es von den deutschen Besatzern eingeschmolzen. 1960 erteilte die Gemeinde der Künstlerin Hélène Guastalla den Auftrag, eine neue Statue zu schaffen. Diese wiederum wurde 1994 durch ein Auto zerstört. Eine neue Statue, geschaffen nach einem Entwurf von Albert-Ernest Carrier-Belleuse, Vater des zuerst genannten Künstlers, ersetzte sie 1998.
Das Monument Grétry an der Ecke Rue Grétry und Avenue Georges Clémenceau wurde 1911 zu Ehren des Komponisten André-Modeste Grétry eingeweiht.

### Regelmäßige Veranstaltungen
- Im März findet im Festsaal und im Park des Rathauses ein Markt für regionale Produkte statt.
- Im Juni kann man auf dem Marktplatz bei Montmartre à Montmorency Künstlern bei der Arbeit auf die Staffelei schauen und ihre Bilder kaufen.
- Im September findet auf den oben erwähnten Fußwegen die corrida pédestre, ein organisierter öffentlicher Wandertag, statt.

### Medien
Die städtische Zeitschrift Vivre Montmorency beschäftigt sich mit den Themen zu und in Montmorency.

### Sport

#### Vereine
Montmorency zählt 18 Sportvereine und -Klubs.
Die wichtigsten sind: FC Montmorency (Fußball), Olympique Groslay Enghien Montmorency (Rugby), Cercle de Savate de Montmorency (Savate).

#### Sportliche Einrichtungen
Die Sportstätten in Montmorency bedecken zusammen eine Fläche von rund 15 Hektar.
- Das Freibad Centre nautique intercommunal hat zwei Wasserbecken mit den Abmessungen 25 m × 15 m und 15 m × 15 m sowie 1000 m² Freifläche.
- Das Stadion stade de la Butte-aux-Pères wurde 1977 erbaut und enthält eine Trainingshalle, eine Mehrzweckhalle, einen Boule-Platz, drei Rasenplätze und zwei Hartplätze für Rugby und Fußball, Tennisplätze, einen Skatepark und einen Bogenschießplatz.
- Der Complexe sportif des Gallerands umfasst Tennisplätze, eine Bogenschießanlage und eine Trainingshalle.
- Das Gymnase Ferdinand-Buisson hat sich auf Kampfsportarten, Gymnastik und Tanzgymnastik spezialisiert.
- Das Stade du Fort ist ein Rugbystadion.

### Kulinarische Spezialitäten

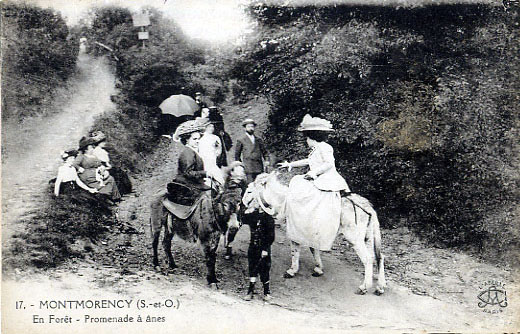
Im Wald – Ausritt auf Eselsrücken. Postkarte, um 1900

Die Stadt ist berühmt für ihre winzigen Sauerkirschen, les cerises de Montmorency. Sie sind von orangeroter bis hellroter Farbe. Sie wurden berühmt durch Madame de Sévigné und wurden hauptsächlich für die Herstellung von Obstbrand verwendet. Heute werden sie auch als Trockenobst gehandelt. Im 19. Jahrhundert begab man sich auf Eselsrücken zu den Obstwiesen in der Nähe der Stadt, um sie dort zu pflücken. Heutzutage ist es, infolge der urbanen Verdichtung und der Aufgabe dieser Obstbaumkulturen, sehr schwierig geworden, diese Kirschen noch in freier Natur zu finden.

## Persönlichkeiten
- Der berühmte Philosoph und politische Theoretiker Jean-Jacques Rousseau lebte von 1756 bis 1762 in Montmorency und schrieb hier einige seiner wichtigsten Werke. Im Buch IX seiner Bekenntnisse beschreibt er seinen Einzug in der Ermitage von Madame d’Épinay: Je genauer ich mir diesen charmanten Zufluchtsort ansah, desto mehr fühlte ich, dass er für mich gemacht war. Dieser einsame, ja wilde Ort erweckte in mir den Eindruck, am Ende der Welt zu sein. Er hatte solch anrührende Schönheit, die man in der Nähe der Städte sonst kaum findet; wenn man plötzlich dorthin versetzt worden wäre, hätte man niemals geglaubt, nur vier Meilen von Paris entfernt zu sein.[21]

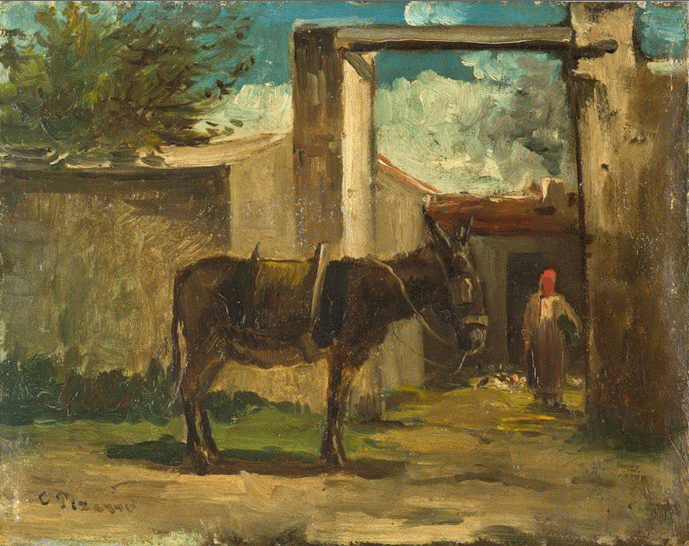
Camille Pissarro, Landschaft bei Montmorency

- Camille Pissarro, Landschaft bei Montmorency Der Maler Camille Pissarro verbrachte die Sommer 1854, 1856 und 1857 in Montmorency und malte hier mehrere Bilder: Les Lavandières (die Wäscherinnen), Le Châtaignier brûlé (der verbrannte Kastanienbaum), En forêt de Montmorency (im Wald von Montmorency) und Paysage à Montmorency (siehe Abbildung), das auf dem Salon von 1859 ausgestellt wurde.
- André Grétry, Komponist aus Lüttich und glühender Verehrer Rousseaus, erwarb 1798 die Ermitage und starb dort.
- Der Dichter Heinrich Heine lebte eine Zeit lang in Haus Nr. 7 in der Rue de la Châtaigneraie. Das Haus existiert heute nicht mehr.
- Charles Le Brun, Maler und Ausstatter der Schlösser Vaux-le-Vicomte und Versailles, erbaute in den 1670er Jahren sein kleines Schloss in Montmorency und lebte dort.
- Die unter dem Künstlernamen Rachel berühmte tragische Schauspielerin Rachel Félix lebte in Haus Nr. 10 in der Rue de l’Hermitage.
- Der Komponist Richard Wagner entdeckte 1849 Montmorency, mietete sich in der Auberge Homo ein, aber musste überstürzt abreisen, weil seine Frau seinen Aufenthaltsort herausgefunden hatte.
- Von 1854 bis 1860 lebte und praktizierte der Mediziner Louis-Adolphe Bertillon in Montmorency. Mit seinem Hauptwerk „Démographie figurée de la France“ wurde er später als Statistiker und Demograph bekannt und war ein Wegbereiter der Anthropologie.
- Der Dichter Germain Delavigne starb in Montmorency.
- 1956 wurde in Montmorency der Countertenor Gérard Lesne geboren.

### Weitere Söhne und Töchter der Stadt
- Julien Cain (1887–1974), Bibliothekar
- Jean-François Garreaud (1946–2020), Schauspieler
- Aldo Canti (* 1961), Leichtathlet
- Jérôme Hergault (* 1986), Fußballspieler
- Walter Vaz (* 1990), Fußballspieler
- Florian Chabrolle (* 1998), französisch-algerischer Fußballspieler
- Grace Kazadi (* 2001), Fußballspielerin

## Religion
Die Hauptkirche für die katholischen Christen ist die Stiftskirche. Für den Stadtteil Champeaux wurde 1971 eine weitere Kirche erbaut, die Franz von Assisi geweiht ist. Montmorency gehört zur Diözese Pontoise.
Die Pfarrkirche für die evangelischen Christen befindet sich im Nachbarort Enghien-les-Bains.
Die jüdische Gemeinde verfügt in der Stadt über ein Gemeindezentrum. Die Synagoge befindet sich außerhalb der Stadt, an der Straße von Malleville nach Enghien.